# Lippstadt
Lippstadt est une ville de l'arrondissement de Soest, comptant près de 72 000 habitants (données 2022), située à l'est du land de Rhénanie-du-Nord-Westphalie, à environ 60 kilomètres à l'est de Dortmund, à 40 kilomètres au sud de Bielefeld et à 30 kilomètres à l'ouest de Paderborn. Lippstadt a été fondée en 1184 par le noble Bernard II de Lippe sous le nom de Lippe comme première véritable ville planifiée de Westphalie. L'autorisation de construire la ville est donnée à Bernard par l'empereur Frédéric Ier, dit Barberousse. La ville possède environ 750 kilomètres de cours d'eau (la rivière Lippe, des canaux et des ruisseaux), sur lesquels passent de nombreux ponts. C'est pour cette raison que la ville est également appelée la Venise de la Westphalie.

## Géographie

### Situation
Lippstadt est la plus grande ville de l'arrondissement de Soest et est située sur la Lippe, dans la partie nord-est de l'arrondissement, entre la chaîne de montagnes du Haar, situé au sud, le pays de Münster et le pays de Paderborn. Elle est limitrophe des arrondissements voisins de Paderborn, de Warendorf et de Gütersloh.
La ville s'étend sur une surface en grande partie plane de 113 km2. Le point le plus bas est la Lippe, près de Jahnplatz, à 79 m au-dessus du niveau de la mer, le point le plus haut étant les Rickbecker Alpen dans le quartier de Rixbeck, à 90 m.

### Communes voisines
| Wadersloh      | Langenberg | Delbrück |
| Lippetal       | Lippstadt  | Geseke   |
| Bad Sassendorf | Erwitte    |          |

Au sein de l'arrondissement de Soest, on trouve à l'est la ville de Geseke, au sud la ville d'Erwitte, au sud-ouest la commune de Bad Sassendorf et à l'ouest la commune de Lippetal. Plus loin dans le sens des aiguilles d'une montre, les localités voisines sont la commune de Wadersloh appartenant à l'arrondissement de Warendorf, la commune de Langenberg  appartenant à l'arrondissement de Gütersloh et la ville de Rietberg ainsi que les villes de Delbrück et Salzkotten appartenant à l'arrondissement de Paderborn.

Localisation de Lippstadt dans l'arrondissement de Soest

### Quartiers de la ville
Lippstadt est constitué de 18 quartiers:
| - Lippstadt - Bad Waldliesborn - Benninghausen - Bökenförde - Cappel - Dedinghausen - Eickelborn - Esbeck - Garfeln | - Hellinghausen - Herringhausen - Hörste - Lipperbruch - Lipperode - Lohe - Overhagen - Rebbeke - Rixbeck |

### Climat
| Mois                              | jan. | fév. | mars | avril | mai  | juin | jui. | août | sep. | oct. | nov. | déc. | année |
| --------------------------------- | ---- | ---- | ---- | ----- | ---- | ---- | ---- | ---- | ---- | ---- | ---- | ---- | ----- |
| Température minimale moyenne (°C) | −0,2 | 0    | 1,9  | 4,1   | 7,6  | 10,7 | 12,9 | 13   | 10   | 6,8  | 3,5  | 0,9  | 6     |
| Température moyenne (°C)          | 2,8  | 3,3  | 6    | 9,7   | 13,5 | 16,6 | 18,6 | 18,5 | 14,7 | 10,7 | 6,6  | 3,7  | 10,4  |
| Température maximale moyenne (°C) | 5,5  | 6,5  | 10,3 | 15,1  | 19   | 22   | 24,2 | 24,1 | 19,9 | 14,9 | 9,6  | 6,2  | 14,8  |
| Précipitations (mm)               | 63   | 52   | 58   | 43    | 60   | 67   | 87   | 75   | 63   | 75   | 63   | 63   | 759   |

### Voies de communication et transports

#### Transport routier

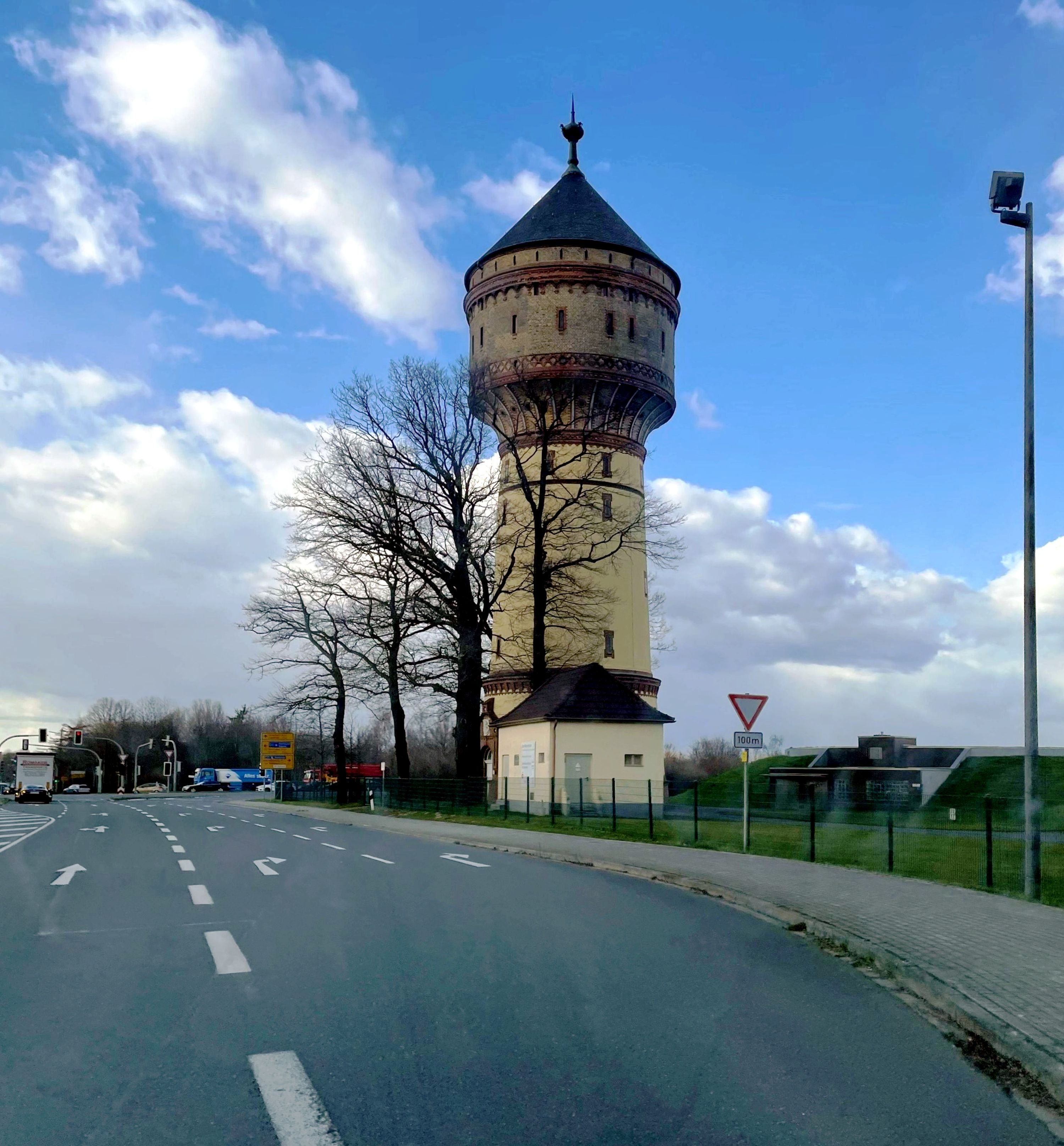
Bökenförder Straße avec l'ancien château d'eau

La route la plus importante pour se rendre à Lippstadt est la Bundesstraße 55 (B55). Cette route va du nord au sud de la ville. Au nord, Lippstadt est reliée à Rheda-Wiedenbrück et à l'autoroute BAB 2 (Dortmund-Hannover). Au sud, elle rejoint la Bundesstraße 1 et l'autoroute A 44 (Dortmund-Kassel) en passant par la ville d'Erwitte.

#### Transport ferroviaire

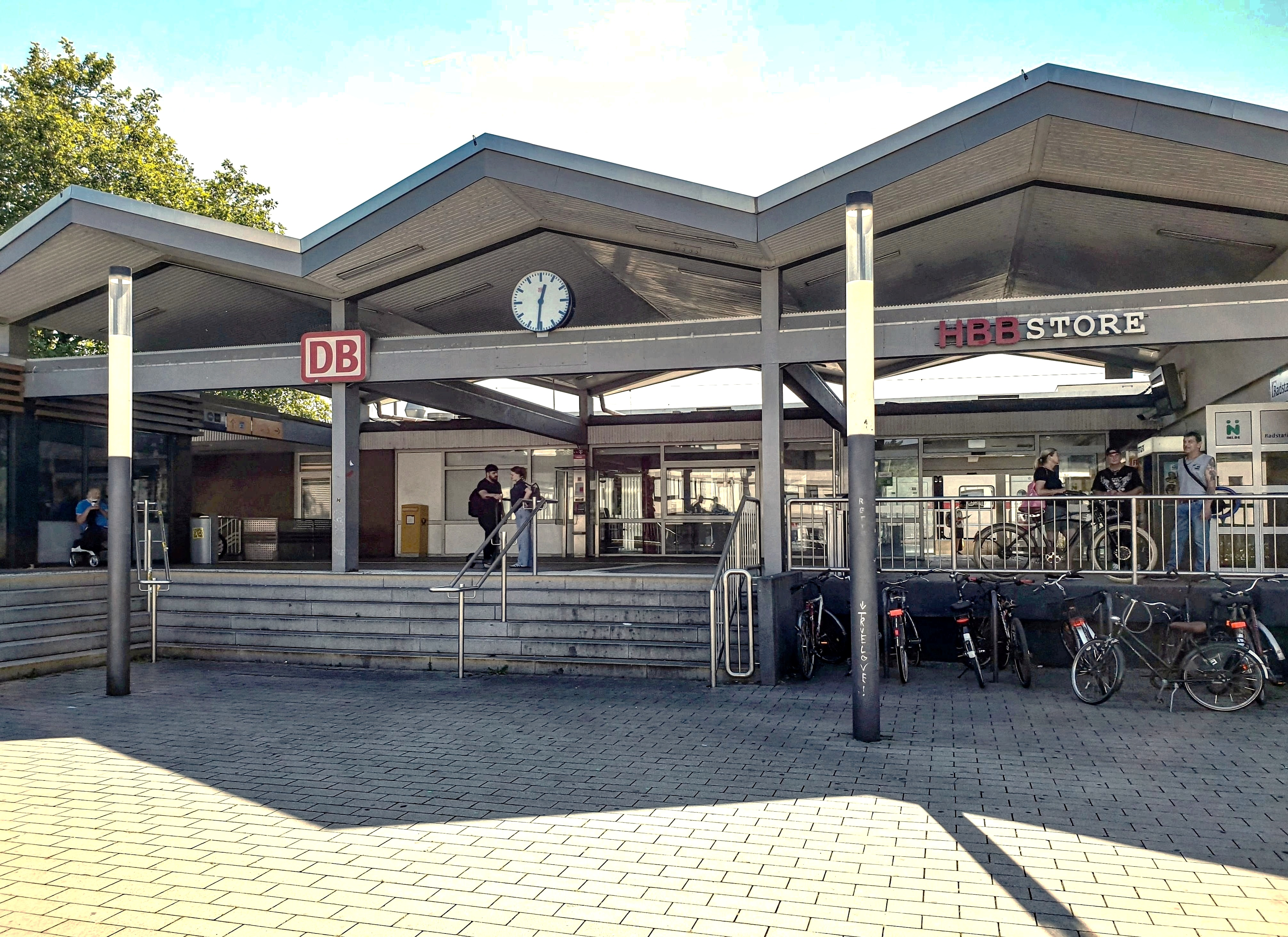

La gare de Lippstadt (Bahnhof Lippstadt) se trouve sur la ligne ferroviaire Hamm-Warburg. Elle est desservie par les trains ICE, IC et régionaux. Les passagers peuvent changer de direction avec les réseaux de Cassel, Dresde, Munich et Düsseldorf.

##### Réseaux de trains régionaux
- RE 1, Nordrhein-Westfalen-Express, vient de Parderborn et traverse le territoire de la Ruhr et Düsseldorf. Il passe également par Cologne et termine à la gare d'Aix-la-Chapelle.
- RB 89, Ems-Börde-Bahn, prend seulement 30 minutes pour Hamm-Münster.

#### Bus
Le système de bus à Lippstadt est fourni par Regionalverkehr Ruhr-Lippe (de) (RLG). Le système se compose de 3 principaux types de réseaux de bus.

##### Les réseaux de bus urbains
Les réseaux de bus urbains de Lippstadt se composent de cinq lignes (C1-C5). Les lignes de bus partent toutes les 30 minutes de Bustreff am Bahnhof et empruntent cinq itinéraires différents vers différentes destinations.
- C1 : De Bustreff am Bahnhof à Wohnpark Süd - Landsberger Rd
- C2 : De Bustreff am Bahnhof à Pappelallee - Landsberger Rd.
- C3 : De Bustreff am Bahnhof à Cappel
- C4 : De Bustreff am Bahnhof à Lipperbruch
- C5 : De Bustreff am Bahnhof à Lipperode

##### Réseaux de bus régionaux
Le réseau City-Bus n'offre pas de couverture dans certaines zones. Cependant, les passagers peuvent utiliser les réseaux de bus régionaux. Les réseaux de bus régionaux, un réseau de bus assurant le transport entre les villes, ont des horaires et des destinations individuels. Le service régulier des bus régionaux (S60, R61-64, R66, R73, 70 et 80.1) couvre Beckum, Rheda-Wiedenbrück et Rietberg. En outre, le Schnellbus de Lippstadt passe par Erwitte pour se rendre à Warstein toutes les heures.

#### Bus du week-end
Le week-end, il y a peu de bus le soir et les passagers doivent donc utiliser les Nachtbusse ou les Anrufsammeltaxis qu'ils doivent appeler avant de voyager.

#### Aéroport
De 1969 à 1972, les arrondissements de Paderborn et de Lippstadt (de), ainsi que d'autres arrondissements et quelques petites villes, ont construit sur le territoire de la ville de Büren, quartier d'Ahden, à 30 km de Lippstadt et à 20 km de Paderborn, un aéroport régional qui a été agrandi à plusieurs reprises par la suite. Il porte aujourd'hui le nom d'aéroport de Paderborn-Lippstadt et est directement relié à l'autoroute A 44 qui mène de Dortmund à Cassel.

## Histoire
| Appartenances historiques Seigneurie de Lippe 1260–1376 Seigneurie de Lippe/ Comté de La Marck 1376–1528 Comté de Lippe/ Comté de La Marck 1528–1613 Comté de Lippe-Detmold/ Comté de La Marck 1613–1789 Principauté de Lippe/ Comté de La Marck 1789–1918 Principauté de Lippe/ Grand-duché de Berg 1806-1813 Principauté de Lippe/ Royaume de Prusse (Province de Westphalie) 1815–1918 République de Weimar 1918–1933 Reich allemand 1933–1945 Allemagne occupée 1945–1949 Allemagne 1949–présent |

### Préhistoire, Antiquité et Moyen Âge

#### Au Moyen Âge

Vue de Lippstadt (Lippe) au Moyen Âge (Braun/Hagenberg, 1588).

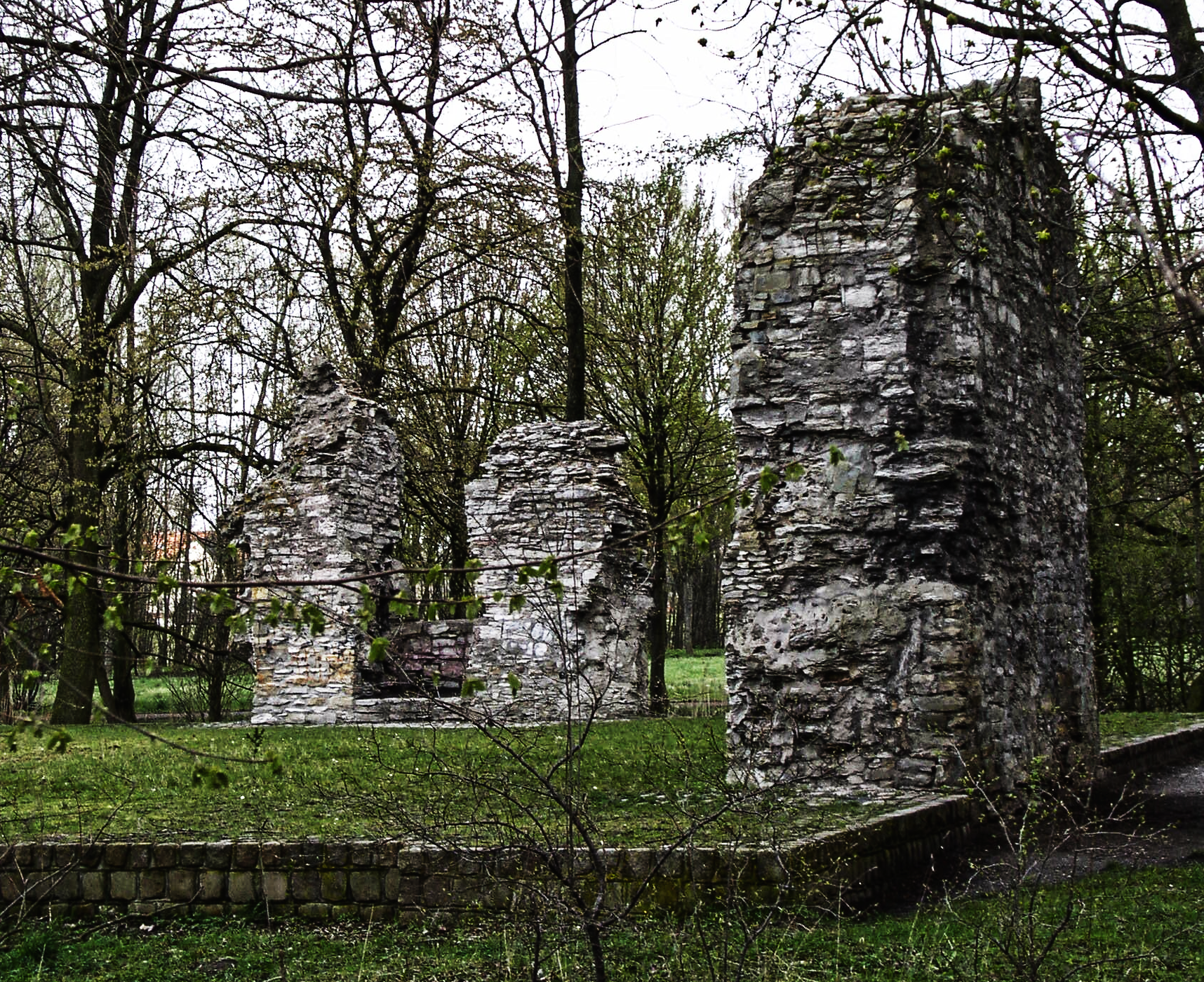
Ruine d'une forteresse construite au XVI siècle à

Lippstadt a été fondée en 1184 ou 1185 (l'année exacte de fondation n'est pas connue avec certitude) par le noble Bernard II de Lippe sous le nom de Lippe en tant que première véritable ville planifiée de Westphalie.
Au début du XIIIe siècle, Lippstadt, qui comptait 2 700 habitants, avait quatre églises paroissiales. Une abbaye de l'ordre des Augustins existait depuis 1281.
À partir de 1400, l'enclave de Lipstadt et la ville de Lippstadt deviennent un condominium partagé entre le comté de Lippe et les comtes de Clèves-Marck, auxquels succèdent les Hohenzollern (Brandebourg/Prusse), situation qui perdure jusqu'au milieu du XIXe siècle.
Heinrich von Ahaus (de) (1371-1439) y fonde une de ses communautés de femmes des Frères de la vie commune.
En 1523, Lippstadt forma une alliance défensive avec les villes voisines d'Osnabrück, de Dortmund, de Soest et de Münster.
Les Augustins qui étudient à l'université de Wittemberg ramènent chez eux la doctrine de Martin Luther. Ainsi, en 1524, les doctrines luthériennes furent prêchées à Lippstadt par leur prieur Westermann, et la ville fut l'une des premières à embrasser officiellement le luthéranisme, bien qu'elle ait résisté à la montée du calvinisme dans les zones rurales de Westphalie.

#### Lippstadt en tant que cité commerciale

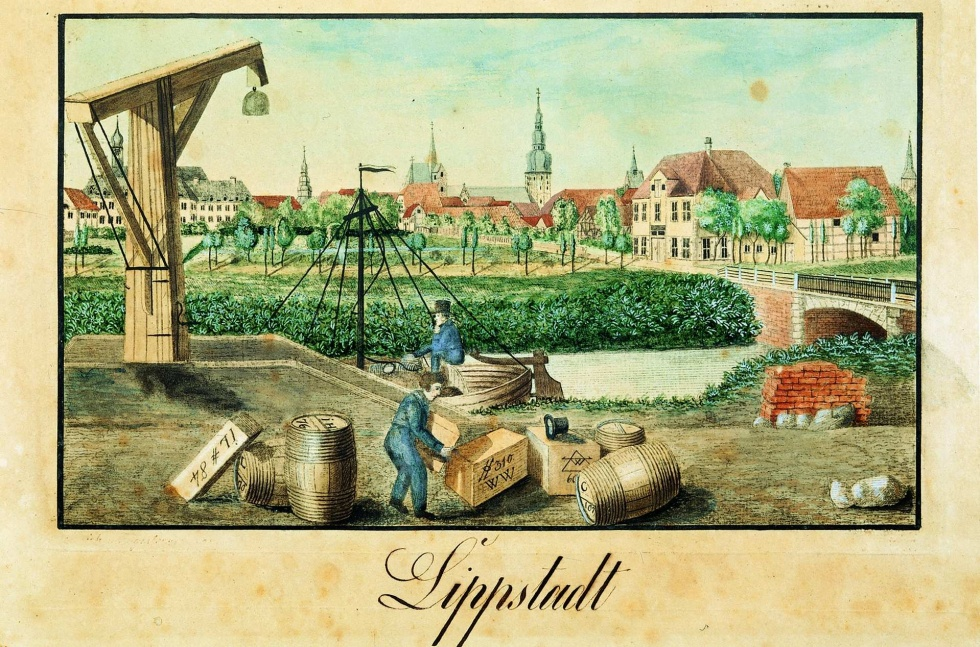
Le port de Lippstadt vers 1830.

Avant même la fondation de la ville, Lippstadt était déjà un important carrefour commercial en raison de sa situation sur le gué de la Lippe. Les dispositions relatives au droit de cité de 1220 et l'octroi des privilèges de la ville en 1244 ont encore amélioré les perspectives pour le commerce et l'industrie dans la ville. C'est ainsi qu'il existait depuis 1244 au moins une foire dans la ville, dans laquelle les commerçants à distance pouvaient surtout proposer des marchandises. Au XVIe siècle, il est prouvé qu'il y avait quatre foires annuelles, en 1691 déjà six et jusqu'à la fin du XVIIIe siècle, il y avait huit de ces foires réparties sur l'année. L'ancienne place du marché située entre l'église Sainte-Marie et l'hôtel de ville, actuelle place de l'hôtel de ville, servait de place de marché.
Un autre facteur important pour le développement commercial d'une ville médiévale était l'existence d'une monnaie propre. Il est prouvé que la ville comptait déjà deux maîtres de la monnaie en 1231, qui frappèrent d'abord des pièces anglaises. Vers le milieu du XIIIe siècle, des pièces de monnaie propres à la ville, frappées de la Rose de Lippe (de), apparaissent pour la première fois. Le pfennig de Lippstadt, en particulier, datant de 1290 à 1310, apparaît dans de nombreuses trouvailles monétaires au Danemark, en Angleterre, en Pologne et à Mecklembourg.
Dès le XIIe siècle, Lippstadt était également une ville hanséatique, les commerçants de Lippstadt étant déjà actifs au sein de la Hanse, alors que l'organisation elle-même n'en était qu'à ses débuts. Comme presque toutes les villes de Westphalie, elle était membre de cette grande communauté de villes qui, à certaines périodes, déterminait la politique économique de toute la région du nord de l'Allemagne. Pour Lippstadt, les Journées du tiers à Cologne ainsi que les Journées régionales étaient particulièrement importantes, bien que la ville ait également envoyé des représentants aux  Grandes Hansetage à Lübeck. En 1494, Lippstadt fut inscrite au registre du commerce et en 1540, la ville fut élevée au rang de principauté. Cependant, Lippstadt ne participa pas à la dernière journée hanséatique à Lübeck le 18 avril 1669, bien qu'elle ait été comptée parmi les membres de la ligue commerciale jusqu'au dernier jour.

### Temps modernes

#### Guerre de Trente Ans

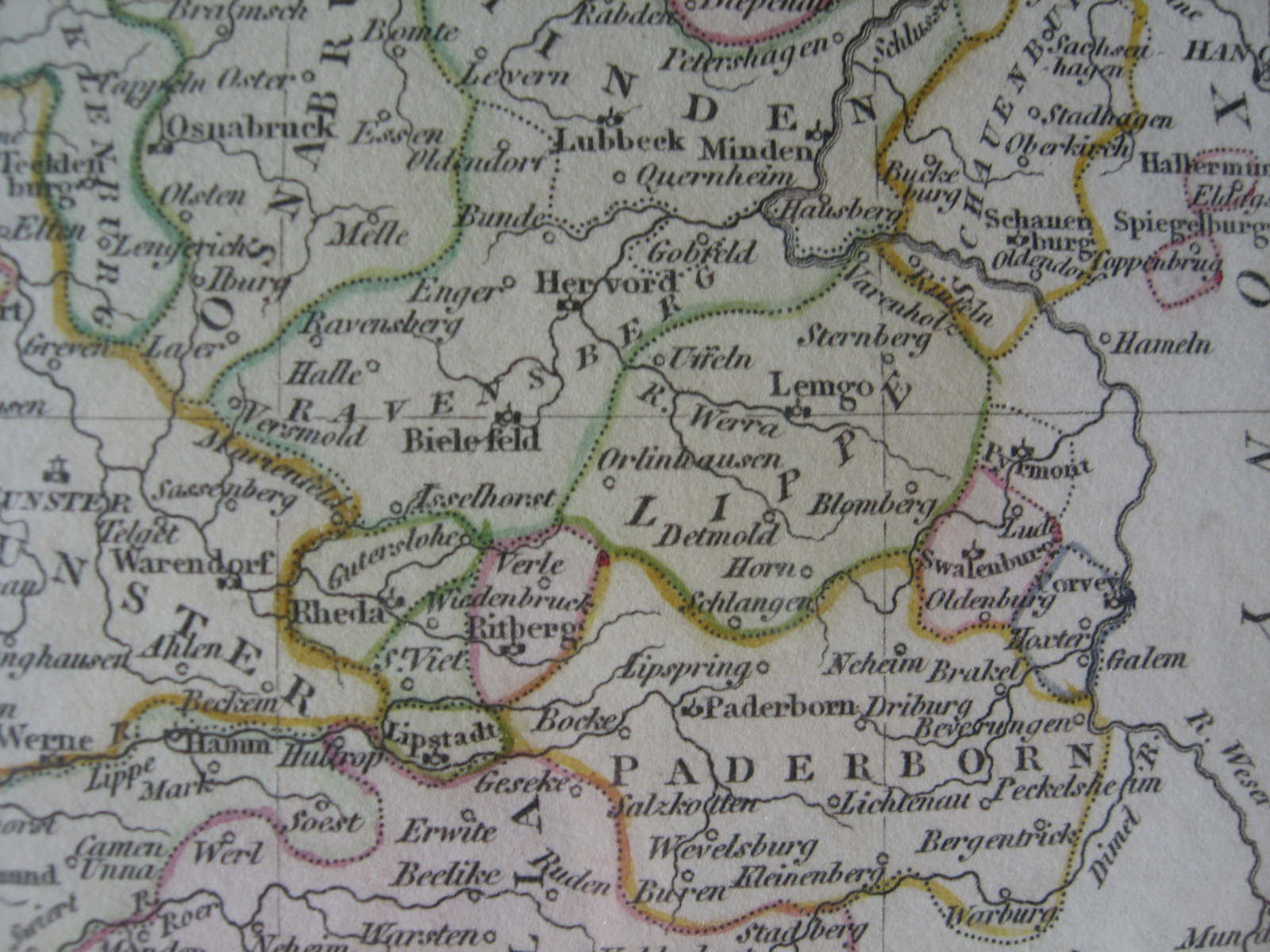
Extrait d'une carte indiquant Lippe et Lippstadt, fin du XVIII, publiée par R. Wilkinson en 1808.

Pendant la Guerre de Trente Ans (de 1618 à 1648), Lippstadt connut des périodes de guerre et ne fut pas épargnée par les troubles de la guerre. Durant l'hiver 1621-1622, Lippstadt fut occupée par Christian de Brunswick et ses troupes comme ville de quartier. D'ici, le général menait régulièrement des raids dans les territoires voisins catholiques de Paderborn et de Münster.

#### Guerre de Sept Ans
En 1757, lors de la Guerre de Sept Ans, les troupes françaises marchèrent contre Hanovre, qui était allié à la Prusse ; Lippstadt se trouvait au milieu de la zone de passage. Le 26 avril de cette année-là, les Français entrèrent dans Lippstadt avec 1300 hommes, les Prussiens avaient déjà quitté la ville auparavant. À la suite du départ des Français en 1758, des hussards prussiens arrivèrent dans la ville, qui fut à nouveau encerclée par les Français l'année suivante. En 1761, la bataille la plus importante de la région eut lieu à Vellinghausen (Welver) (de), près de Hamm, où les Français furent repoussés. La guerre prit fin en 1763 avec le traité de Hubertsbourg.

#### Lippstadt sous domination française
La Prusse ayant dû céder toutes ses possessions à l'ouest de l'Elbe après la paix de Tilsit en 1807, Lippstadt passa alors sous domination franco-lippoise. Le 8 août 1808, le conseil municipal prêta serment à Napoléon. En 1807, le gouvernement français attribua à la communauté catholique, qui existait depuis 250 ans sans église, l'église Saint-Nicolas comme lieu de culte et nomma le curé Jodocus Denker comme aumônier. L'occupation française immédiate prit fin dès 1808, mais la ville, en tant que partie du Grand-duché de Berg, resta sous l'influence directe de Napoléon. Seuls les succès des Russes et des Prussiens alliés chassèrent l'administration franco-bergoise et le Congrès de Vienne laissa le condominium prusso-lippois en place.

### Époque contemporaine
En 1821, la bulle papale "De salute animarum" a transféré à l'évêché de Paderborn les paroisses lippiennes de Cappel, Lipperode et Lippstadt, qui appartenaient auparavant à l'archevêché de Cologne sans qu'aucun accord n'ait été conclu avec l'État de Lippe.
En 1851, l'ensemble de Lippstadt, jusqu'alors divisé entre le royaume de Prusse et Lippe, fut rattaché à la province royale prussienne de Westphalie.

#### Industrialisation, développement économique
À partir de 1820 environ, le nombre d'habitants de la ville augmenta rapidement dans le cadre de l'industrialisation, alors qu'il était resté relativement constant à 3 000 habitants depuis son apogée au XIIIe siècle. En 1850, 5 000 citoyens vivaient déjà dans la ville de Lippstadt, en 1865, ils étaient 7000 et en 1902, ils étaient déjà 13 000. Cette croissance a posé les bases pour l'implantation de l'industrie et le développement des voies de communication. C'est ainsi qu'à partir de 1819, la navigation sur la rivière Lippe s'est étendue jusqu'à Lippstadt et qu'un port ainsi qu'un canal de navigation ont été aménagés en 1830. Cependant, en raison de la concurrence avec le chemin de fer, la navigation fut rapidement abandonnée. En 1868, seuls quatre navires de charge arrivaient encore à Lippstadt et en 1870, la navigation en amont de la ville de Hamm fut totalement arrêtée.
En 1850, Lippstadt fut reliée au chemin de fer par la Compagnie des chemins de fer royaux de Westphalie, l'actuelle ligne de Hamm-Warburg (de). Lippstadt devint ainsi une étoile ferroviaire et construisit en 1898, à côté de la gare principale (de), la gare du Nord qui n'existe plus aujourd'hui.
Vers 1860, la première grande usine de transformation du fer s'installa à Lippstadt, qui devint plus tard la Westfälische Union (de). Jusqu'en 1900, elle se développa si bien qu'elle employait déjà 800 ouvriers et exportait du fil de fer jusqu'au Japon. En raison de cette usine qui n'existe plus aujourd'hui, un grand quartier résidentiel a été construit au sud de la ville, en même temps que l'église Saint-Joseph. En 1902, la première pierre d'une autre grande entreprise, la "Königlich Preußische Artilleriewerkstatt" (atelier d'artillerie royal prussien), fut posée dans la Beckumer Strasse et la production débuta en 1905 avec 400 ouvriers. C'est aujourd'hui une entreprise du groupe Rothe Erde (ThyssenKrupp). En 1912, l'industrie métallurgique de Westphalie s'est développée à partir d'une fabrique de lanternes de taille moyenne de Sally Windmüller.
Après le début de l'industrialisation à la fin du XIXe et au début du XXe siècle, une série de petites et moyennes entreprises ont été créées à Lippstadt. Plusieurs d'entre elles devinrent de grandes entreprises d'importance régionale, comme les brasseries de Lippstadt Weißenburg, de Nies et de Tannenberg. La richesse naissante de la bourgeoisie se manifesta également par la construction de nouvelles villas de la Gründerzeit.
À partir des années 1950, Lippstadt connut une forte croissance économique, surtout grâce au développement de l'industrie automobile. La Westfälische Metall-Industrie était déjà vers 1900 l'une des entreprises économiques les plus importantes de Lippstadt et a dominé plus tard l'industrie de Lippstadt en tant que sous-traitant pour l'éclairage et l'électricité des véhicules. Les effectifs de l'entreprise, connue jusqu'en 2021 sous le nom de Hella GmbH & Co. KGaA, sont passés d'environ 1 000 salariés à l'époque de la Réforme monétaire de 1948 à environ 6000 (au 31 mai 2009) à Lippstadt, à plus de 10 000 en Allemagne et à environ 39 000 dans le monde entier. Aujourd'hui, l'entreprise est l'un des leaders internationaux dans le domaine de l'électronique et de l'éclairage automobile ainsi que dans le tuning automobile. En 2021, Hella a été rachetée par le groupe Forvia, le septième plus grand fournisseur français de technologies automobiles au monde, et s'appelle depuis Forvia Hella.
En 2004, la Hella Behr Plastic Omnium (HBPO) a été créée en tant que joint-venture entre Hella, Mahle Behr et Plastic Omnium, un équipementier automobile français coté en bourse. HBPO est un fabricant de faces avant de véhicules (modules avant). Il est, selon ses propres dires, le seul intégrateur de systèmes au monde dans ce domaine. HBPO emploie plus de 2000 personnes dans le monde, réparties dans 24 sites de production en Europe, en Amérique du Nord et en Asie, assemblent plus de 5,4 millions de faces avant de véhicules par an. Depuis mi-2022, HBPO est détenue à 100 % par Plastic Omnium.
Parallèlement, de nombreuses entreprises moyennes de différents secteurs se sont établies. La société Goodrich Lighting Systems GmbH & Co. KG, une filiale de Collins Aerospace, a été créée à partir de l'ancienne Hella Aerospace GmbH et fabrique avec environ 450 employés des systèmes d'éclairage pour les avions. Les entreprises industrielles et commerciales de Lippstadt se concentrent surtout dans les zones périphériques du centre-ville : Am Wasserturm, Am Mondschein, Roßfeld et Lippstadt-Nord.

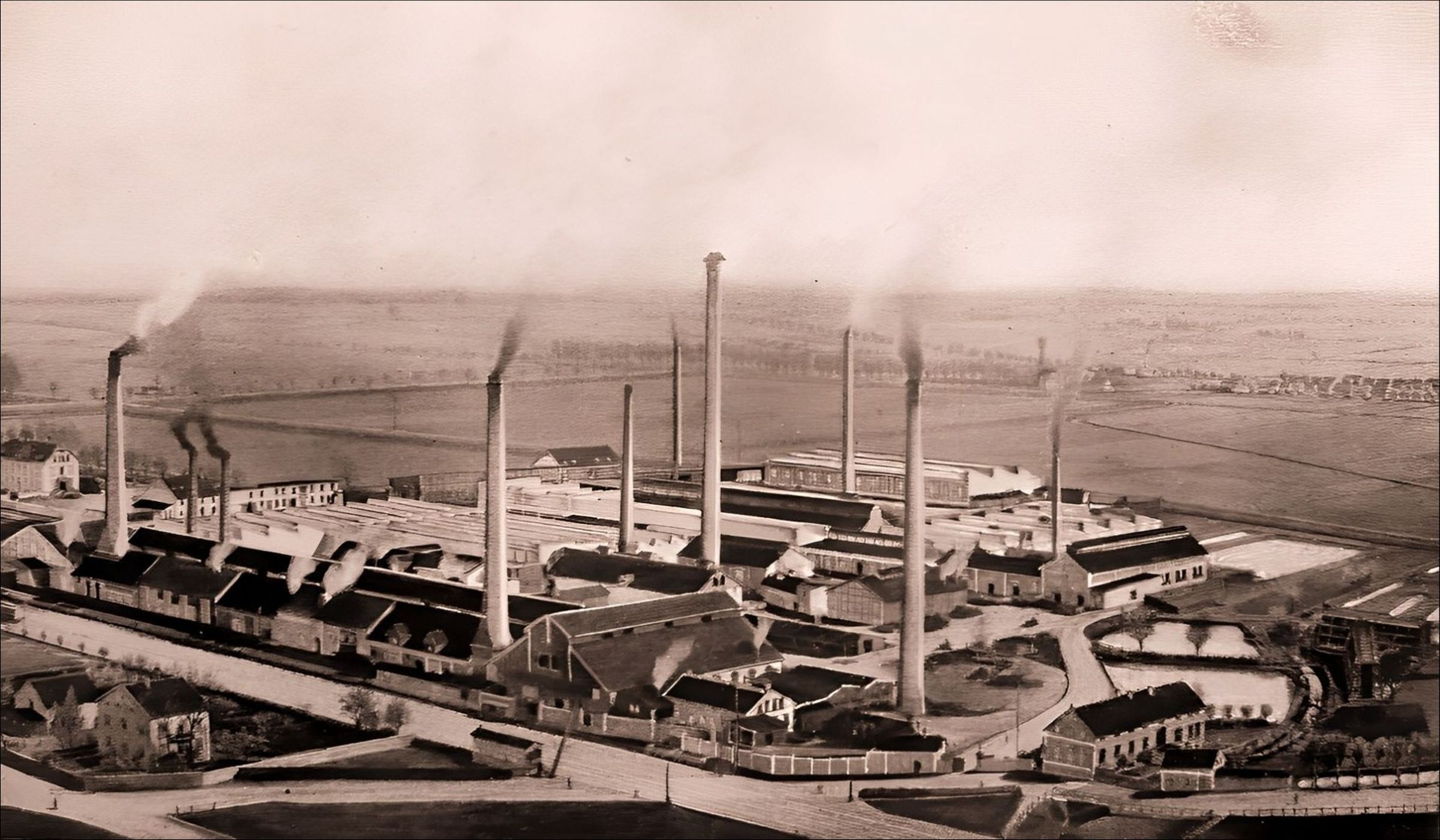
Usine de fil de fer de la Westfälische Union (de) AG avant 1900.
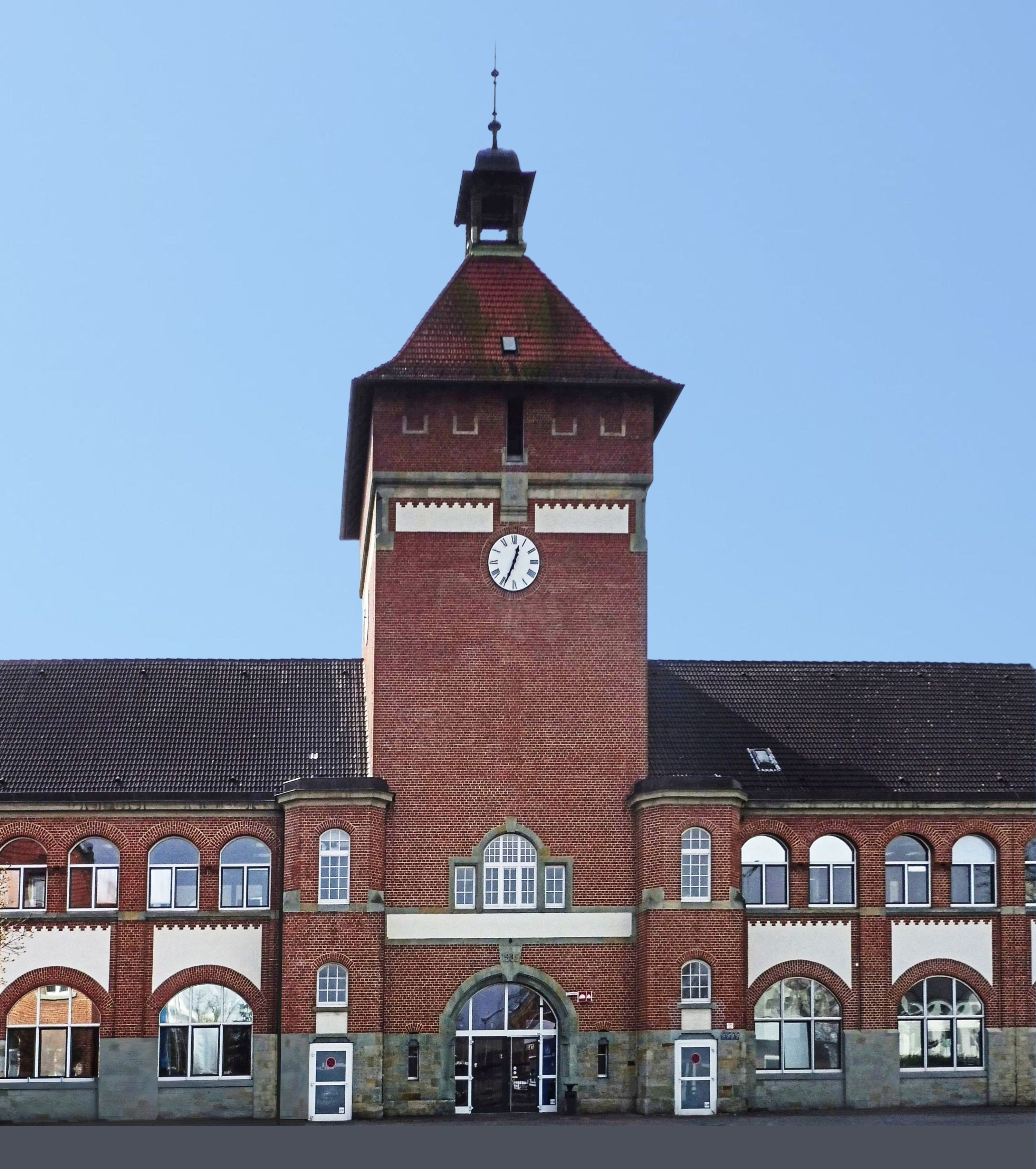
Usine de Lippstadt de la société Rothe Erde (de)
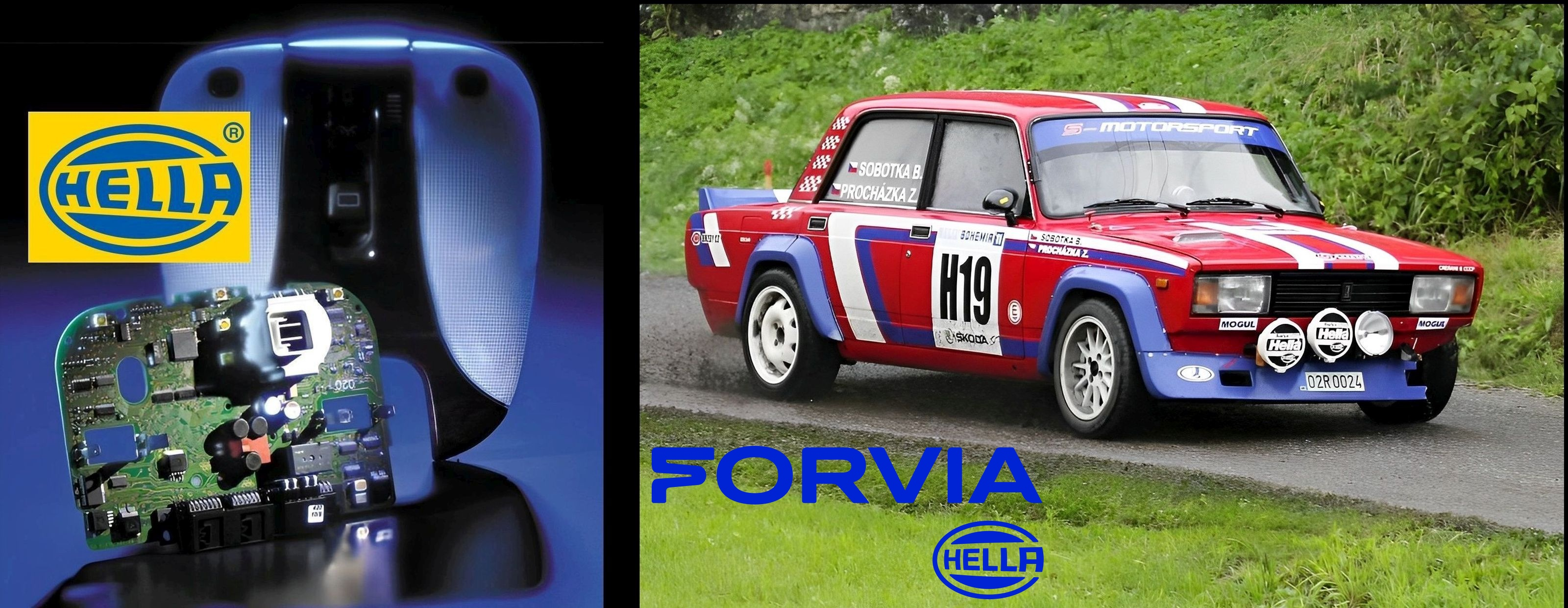
Hella, Modul et Rally car, ancien et nouveau logo
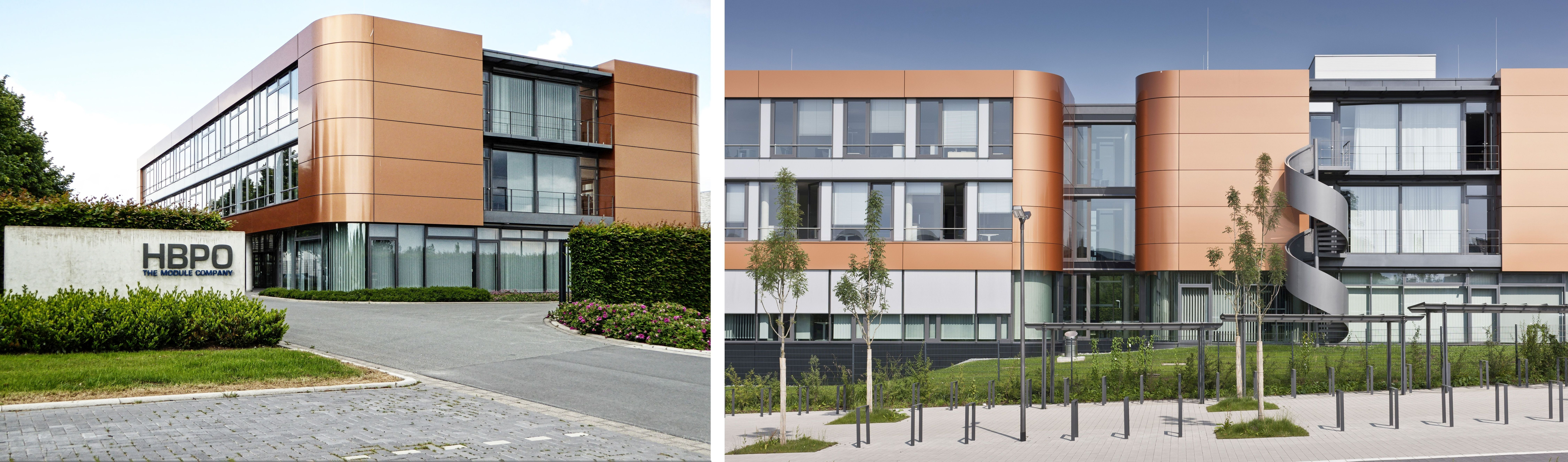
Bâtiment de l'entreprise HBPO (de)

#### Lippstadt pendant la Seconde Guerre mondiale

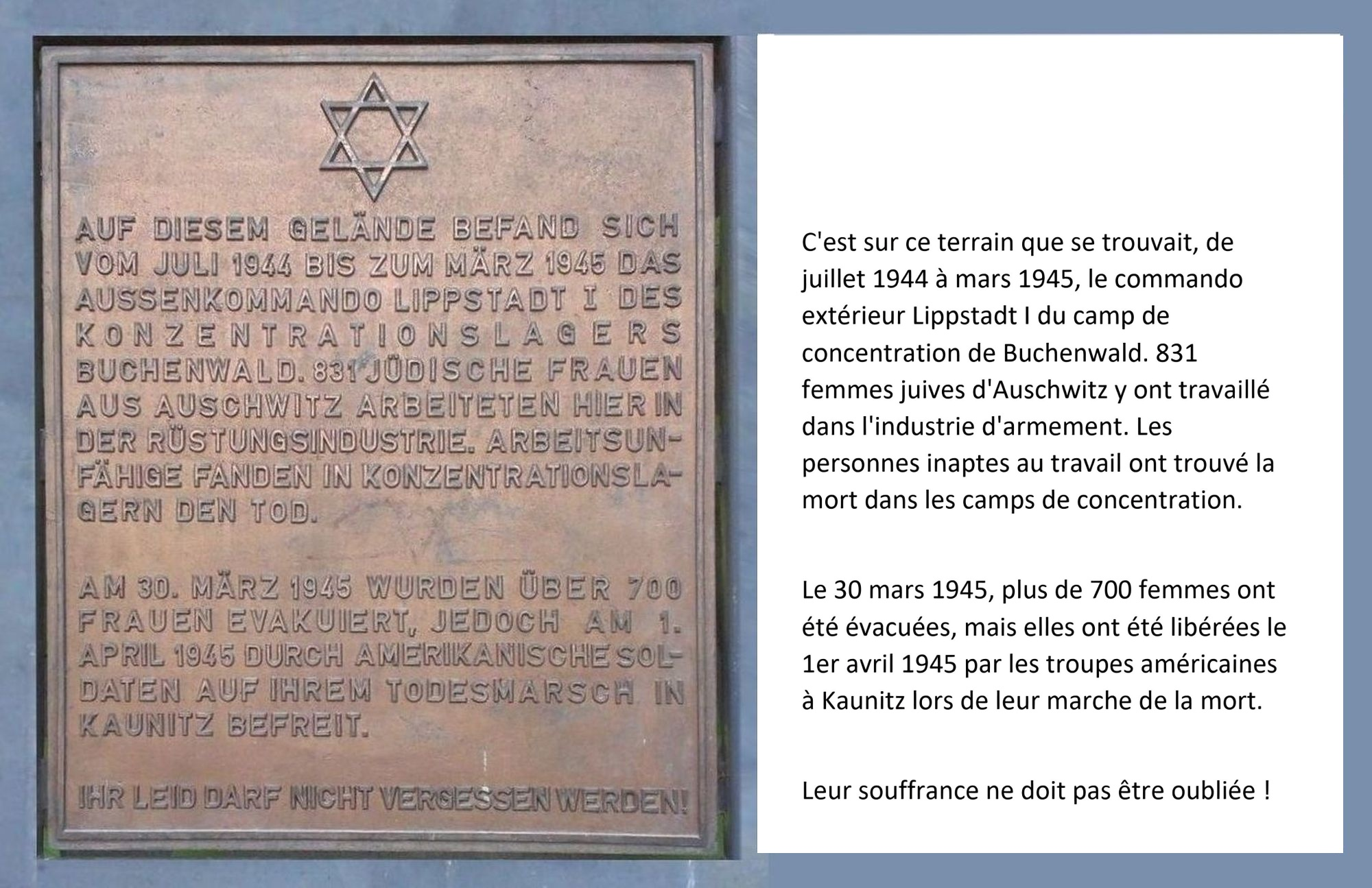
Plaque commémorative pour le commando extérieur de Lippstadt du camp de concentration de Buchenwald en 1944-1945 dans la Graf-Adolf-Straße.

Avec le début de la Seconde Guerre mondiale, l'orientation industrielle de Lippstadt changea également. La production d'armement est désormais au premier plan, avec l'aide de travailleurs forcés - notamment dans deux camps extérieurs locaux du Buchenwald, Lippstadt I ("Lippstädter Eisen- und Metallwerke") et Lippstadt II ("Westfälische Metallindustrie" - aujourd'hui "Forvia Hella"). Comme partout en Allemagne, une grande partie des hommes locaux de Lippstadt furent appelés au service militaire. La ville fut épargnée par les bombardements des dernières années de la guerre, à l'exception de petites attaques, la base aérienne de Lipperbruch (de) fut attaquée à plusieurs reprises et en grande partie détruite. Le 1er avril 1945, les troupes américaines ont envahi Lippstadt et entrèrent dans la ville, fermant ainsi la poche de la Ruhr. La ville fut livrée presque sans résistance et intacte. Le même jour, à Kaunitz, plus de 700 travailleuses forcées juives, qui avaient été envoyées quelques jours auparavant de Lippstadt pour une marche de la mort vers le camp de concentration de Bergen-Belsen, furent libérées.
L'administration de Lippstadt a ensuite été assurée par les troupes américaines, puis par les troupes d'occupation britanniques.

#### Lippstadt après 1945

##### Première élection libre en 1946
Après la Seconde Guerre mondiale, la ville fit partie de la zone d'occupation britannique en Allemagne. L'administration militaire y installa un camp de personnes déplacées pour héberger de telles personnes. La plupart étaient originaires d'Union soviétique, de Pologne et de Hongrie.
Pour la première fois, les citoyens ont pu participer à la vie politique à partir du 15 septembre 1946 lors d'une "élection primaire" avec des citoyens n'ayant pas d'antécédents politiques. Les quelque 3.000 Allemands expulsés d'Europe centrale et orientale qui vivaient à Lippstadt à cette époque étaient cependant exclus de cette élection.

##### Inondations de 1965 et protection contre les inondations
Les 16 et 17 juillet 1965, Lippstadt fut frappée par des inondations catastrophiques, appelées Heinrichsflut (de), qui touchèrent une grande partie du centre-ville et quelques faubourgs. Les rez-de-chaussée de certaines habitations dans le secteur de la Soeststraße ont été particulièrement endommagés et inondés sur plusieurs mètres. Après cette inondation, de nombreuses zones de retenue ont été aménagées et d'importants travaux ont été entrepris sur le cours et les ponts de la Lippe, ce qui a presque quadruplé la quantité d'eau pouvant s'écouler dans la ville. Le succès de ces mesures s'est manifesté en août 2007, lorsqu'une quantité d'eau plus importante que 42 ans auparavant a traversé la ville, sans toutefois y causer de dommages.

##### Incorporations des localités environnantes de 1975
Le 1er janvier 1975, la superficie de Lippstadt a été étendue de 29,82 km2 à 113,3 km2 par l'incorporation des localités environnantes. Parallèlement, l'ancien arrondissement de Lippstadt (de) a été rattaché à l'arrondissement nouvellement formé de Soest, dont Lippstadt est la plus grande ville. Le choix du chef-lieu de district a été accompagné de grandes divergences et s'est finalement porté sur Soest, car celle-ci était plus centrale dans le nouveau territoire du district.

## Politique et administration

### Conseil municipal
Le parlement de la ville de Lippstadt compte 62 sièges depuis les élections de 2020. Sur ce total, 22 reviennent à la CDU (Union chrétienne-démocrate d'Allemagne), 16 au SPD (Parti social-démocrate d'Allemagne), 10 aux Grüne (Alliance 90/Les Verts), 4 au FDP (Parti libéral-démocrate) et le reste à plusieurs petits partis.

### Maire
Depuis novembre 2020, Arne Moritz (de) (CDU) est maire, succédant à Christof Sommer (de). Les quartiers de Lippstadt ont leurs propres Ortsvorsteher, qui servent d'interlocuteurs.

### Armoiries, bannières et drapeau

Hôtel de ville

Rose de Lippe (de)
Armoiries de la ville
Bannière 1
Bannière 2
Bannière 3
Drapeau
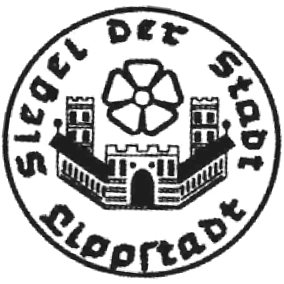
Sceau de la ville

Le 10 juin 1938, la ville de Lippstadt a obtenu le droit d'utiliser les armoiries de la ville représentées.

### Jumelage
La ville est jumelée avec Uden depuis le 22 octobre 1971. Uden est une ville des Pays-Bas de la province du Brabant-Septentrional.

## Population et société

### Démographie
Au Moyen Âge et au début des temps modernes, la population de Lippstadt n'a pas dépassé les 3 000 habitants. Elle a régulièrement diminué en raison des nombreuses guerres, épidémies et famines. Le début de l'industrialisation au 19e siècle a accéléré la croissance démographique. Alors que la ville ne comptait que 3 115 habitants en 1819, elle en comptait déjà 12 533 en 1900. La population a continué à augmenter par la suite. En 1950, la ville comptait 31 462 habitants. L'incorporation de nombreuses localités des environs le 1er janvier 1975 a entraîné une augmentation de 22 288 personnes pour atteindre 63 983 habitants. En 2004, la population était de 67 486 habitants. Parmi eux, 7 104 personnes étaient d'origine étrangère (10,5 %). Le nombre d'habitants est passé à 72 400 à la fin de 2023.
Lippstadt compte un nombre de personnes de nationalité italienne et grecque supérieur à la moyenne. Ainsi, il existe une mission catholique italienne et une antenne du consulat italien de Dortmund dans la ville.

### Statistiques confessionnelles
Selon le recensement de la population en 2011, 52,6 % des habitants étaient de religion catholique romaine, 23,4 % étaient protestants et 24,1 % étaient sans confession, appartenaient à une autre communauté religieuse ou ne donnaient aucune indication. Le nombre de protestants et de catholiques a diminué depuis. Actuellement (au 30 juin 2021), sur les 72 018 habitants, 41,6 % (29 992) sont catholiques, 19,3 % (13 920) sont protestants et 39,1 % sont sans confession ou appartiennent à une autre communauté religieuse. Auparavant (au 31 décembre 2019), 46,2 % des 72 143 habitants étaient catholiques romains, 19,9 % protestants et 33,9 % sans confession ou appartenant à une autre communauté religieuse.

### Culture

#### Théâtre

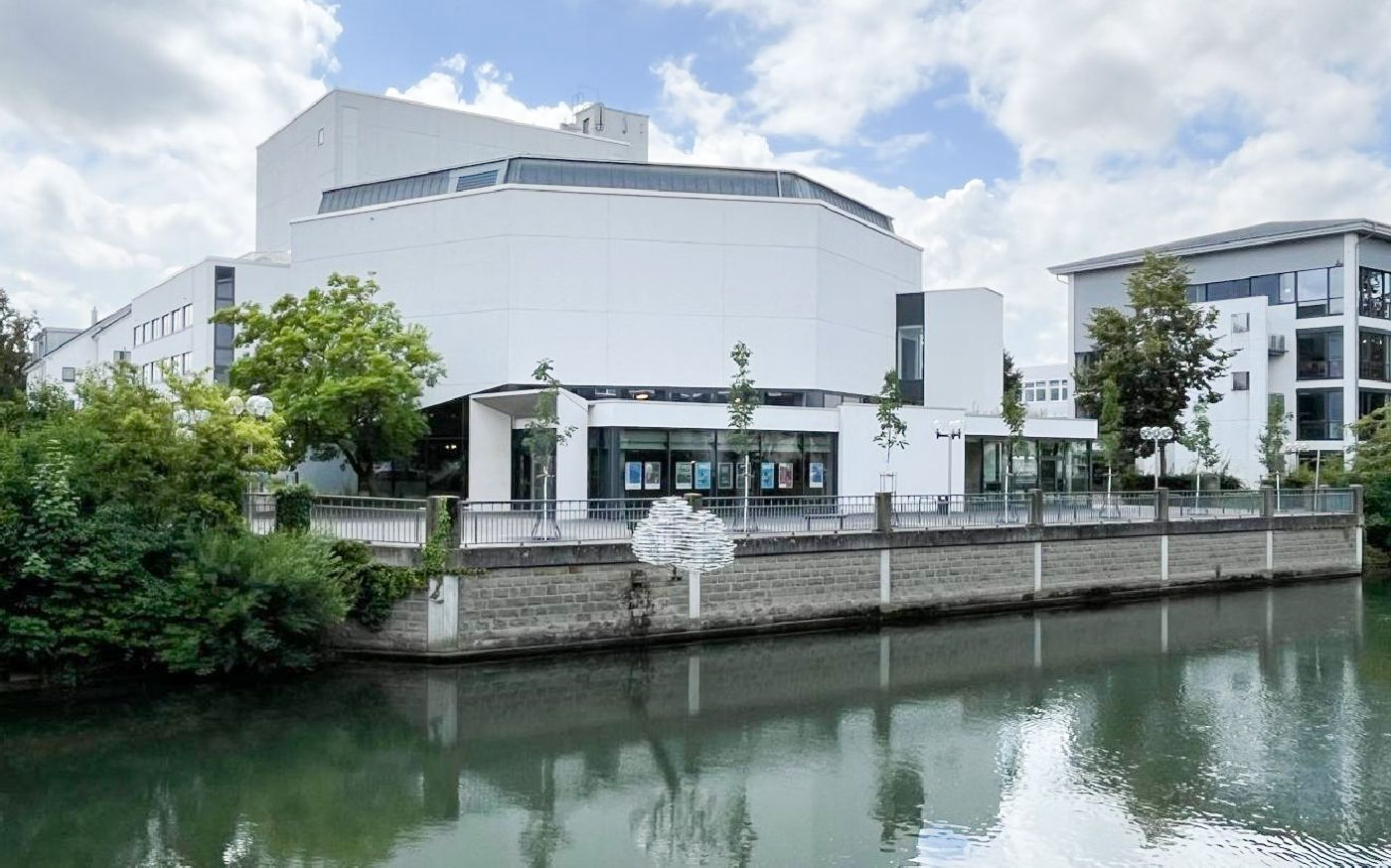
Théâtre municipal de Lippstadt, juin 2024.

La principale institution culturelle de Lippstadt est le théâtre municipal. Il a été construit en 1967-1969 par Gerhard Graubner (de) et compte 787 places assises. Le Studiobühne se trouve à l'arrière de la scène principale et offre 200 places assises supplémentaires. L'offre comprend des opéras, des opérettes, des comédies musicales, des concerts symphoniques et de chambre, du théâtre parlé et dansé, des soirées de cabaret, de comédie et des représentations de théâtre pour enfants. Une autre scène se trouve au centre de cure de Bad Waldliesborn.

#### Musique
Un grand nombre d'organisations musicales et artistiques, dont l'association musicale de la ville, animent la vie culturelle.
L'école de musique municipale Conrad-Hansen permet depuis 1967 de s'adonner activement à toutes les formes de musique, conformément à sa devise La musique, c'est la vie!. Les cours ont lieu dans un bâtiment classé monument historique, spécialement aménagé, situé dans le parc résidentiel Sud. Grâce à des coopérations avec des jardins d'enfants, des écoles et des organismes indépendants, l'établissement est fortement mis en réseau. Des concerts et des productions musicales font partie de l'offre culturelle de la ville.

### Lycées, université
Lippstadt compte quatre lycées et une école polyvalente. Fondée en 2009, l'université d'Hamm-Lippstadt (de) (en abrégé HSHL) est une université du Land de Rhénanie du Nord-Westphalie, et baptisée du nom de ses deux sites d'Hamm et de Lippstadt. Elle a été créée pour renforcer l'offre d'études dans le domaine de la science, de la technologie, de l'ingénierie et des mathématiques.
Actuellement, environ 4900 étudiants étudient ensemble sur les deux sites dans 14 filières de bachelor et 10 filières de master.

### Sports
Le club de football le mieux classé, fleuron sportif de la ville, est le SV Lippstadt 08 (de), dont l'équipe masculine joue depuis la saison 2024/25 dans la Fußball-Oberliga Westfalen (de), la cinquième division, et qui évoluait auparavant dans la Regionalliga Ouest, la quatrième division. Le stade Am Bruchbaum sert de terrain de jeu. Les joueurs les plus connus de ce club sont Karl-Heinz Rummenigge et son frère Michael. D'autres anciens joueurs de la Bundesliga qui ont également joué pour le SV Lippstadt 08 sont Dieter Hecking, Dirk Langerbein (de), Jens Langeneke et Michael Henke (de) ainsi que Roberto Massimo. En outre, il existe depuis 2016 une équipe de football américain dans la ville, les Lippstadt Eagles. Lors de leur première saison, les Eagles ont remporté le championnat de la ligue de Rhénanie-du-Nord-Westphalie et ont ensuite joué dans la sixième division de la ligue régionale. Là aussi, l'équipe a été championne d'emblée et est passée à la cinquième division lors de la saison 2019. Depuis le déménagement au stade am Waldschlösschen, la moyenne de spectateurs des Eagles est de plus de mille visiteurs par match à domicile, ce qui les place devant de nombreuses équipes de classe supérieure. Les 74 associations sportives avec leurs quelques 23 000 membres sont organisées au sein de l'association sportive municipale de Lippstadt e. V., qui représente leurs intérêts auprès de l'administration et de la politique. L'association sportive municipale organise également le championnat de football en salle et, en collaboration avec la ville, la « Soirée du sport », qui récompense les sportifs de haut niveau de Lippstadt. Chez les femmes, le club de football le mieux classé est le TuS Lipperode 1919 e. V.. La première équipe féminine joue actuellement en ligue de Westphalie. Le club de sports aquatiques et d'hiver WSC Lippstadt e. V. est bien connu, qui a également produit l'ancienne championne du monde de canoë-kayak Ulrike Deppe (de). Il y a aussi l'Aero Club Lippstadt e. V., qui pratique le vol à voile et le vol en motoplaneur sur le terrain de vol à Segelfluggelände Büren/Am Schwalenberg (de) depuis 1976. Le club a été fondé dès août 1950 et a longtemps volé à Oerlinghausen.

## Économie

### Commerces
La principale zone commerciale de Lippstadt est la zone piétonne qui s'étend de la place de la mairie jusqu'à la fontaine Bernhard, ainsi que ses rues latérales. La Lange Straße a été fermée à la circulation automobile dès les années 1960. Alors qu'on y trouve notamment les commerçants classiques et les chaînes de magasins (textile, chaussures, bijouterie, maroquinerie et télécommunications), des magasins proposant des offres spéciales se sont installés dans les rues latérales.
Tous les mercredis et samedis, le marché hebdomadaire de Lippstadt, également appelé marché vert, propose des produits alimentaires de toutes sortes. Sur le "Krammarkt" mensuel, on fait le commerce de diverses marchandises non alimentaires.

## Culture locale et patrimoine

### Patrimoine architectural
Lippstadt offre un certain nombre de monuments ayant une valeur historique. On citera :
- Église Sainte-Marie-la-Grande (de) (première moitié du XIIIe siècle, chœur couvert de style gothique tardif, 1478-1506) sur la place du marché.
- Ruines de l'église collégiale de style gothique primitif Sainte-Marie-la-Petite (ruines) (de).
- Église catholique Saint-Nicolas (de).
- Église protestante Saint-Jacques (de).
- Eglise des Frères datant de 1281.
- Hôtel de ville historique.
- Musée de la ville (de).
- Centre historique de la ville.
- Dans le centre-ville de Lippstadt, malgré de nombreuses démolitions, un certain nombre d'anciens immeubles d'habitation ont été conservés. Autrefois, les maisons à colombage à pignon dominaient, la plupart d'entre elles ayant été construites après la guerre de Trente Ans. À côté de cela, on ne trouve que quelques bâtiments historiques en dur.
  - Fleischhauerstraße 16. : bâtiment à gouttières, désigné en 1667, les compartiments sont ornés de motifs de briques somptueux.
  - Lange Straße 5. : maison à pignon décalé datant de 1532, actuellement la plus ancienne maison connue de la ville.
  - Lange Straße 12. (auberge Goldener Hahn) : bâtiment à deux étages avec de magnifiques sculptures décoratives, datant de 1566. Le toit en croupe date probablement du XIXe siècle.
  - Lange Straße 15. (maison Epping) : construction massive avec toit mansardé et escalier extérieur, érigée en 1790 par Clemens August von Vagedes (de).
  - Lange Straße 30. (ancien hôtel Köppelmann) : bâtiment massif allongé avec toit à la Mansart, construit vers 1721 comme siège de la famille von Redberg. À l'intérieur, on trouve de riches stucs sur les murs et les plafonds. Le rez-de-chaussée a été modifié au XXe siècle par l'installation de magasins et doté d'arcades. Les arcades ont été démolies début 2007.
  - Lange Straße 60. : la maison à pignon avec Utlucht est désignée en 1646. Le rez-de-chaussée a été considérablement modifié par l'installation de vitrines.
  - Marktstraße 24. : la maison à pignon avec Deelentor (grande porte d'entrée d'une maison à planches) est désignée en 1658.
  - Poststraße 14. : maison à pignon à trois étages datant de la 2e moitié du XVIIe siècle.
  - Poststraße 16., désignée en 1659 : porte en cul-de-four avec remplissages cintrés et pilastres, vers 1730.
  - Poststraße 22., 2e moitié du XVIIe siècle.
  - Poststraße 24. : ce bâtiment à deux étages a été construit en 1574 comme le Bureau de la boucherie (de). Il s'agit du dernier des dix bâtiments officiels de la ville. Dans la salle, certaines fenêtres présentent encore des vitraux.
  - Rathausstraße 13. (musée municipal) : bâtiment à colombage crépi du XVIIe siècle, transformé au XVIIIe siècle. L'étage supérieur a conservé des plafonds en stuc rococo.
  - Rathausstraße 14. : maison à pignon avec de riches sculptures sur les seuils et les bois de remplissage (de), datée de 1658. Elle a été entièrement restaurée en 1979 ; à l'arrière, une salle avec des décorations ornementales et des armoiries.
  - Lange Straße 69 (maison Rose) : autrefois siège du commandant de la ville de Hesse. La maison à pignon, modifiée à plusieurs reprises, a été construite en 1633.
  - Klusetor 1 : au cœur d'un bâtiment datant de la fin du Moyen Âge, dont l'étage supérieur à colombage est daté de 1535 par dendrochronologie. Sur le terrain arrière se trouve une construction en pierre (de) perpendiculaire à la maison avant.

- Église protestante collégiale et église filiale (de) (XIIe siècle) dans le quartier de Cappel.
- Château d'eau d'Overhagen (de) et château d'eau de Herringhausen (17e/18e  siècle).
- Château de Schwarzenraben (de) à Bökenförde.
- Ruines du château de Bernard II de Lippe (de) dans le quartier de Lipperode, dans les prairies de la Lippe.
- Ancienne synagogue de 1852 dans la David-Gans-Straße (incendiée et partiellement détruite en 1938, aujourd'hui utilisée à d'autres fins).
- Cimetières juifs de Lippstadt (de).

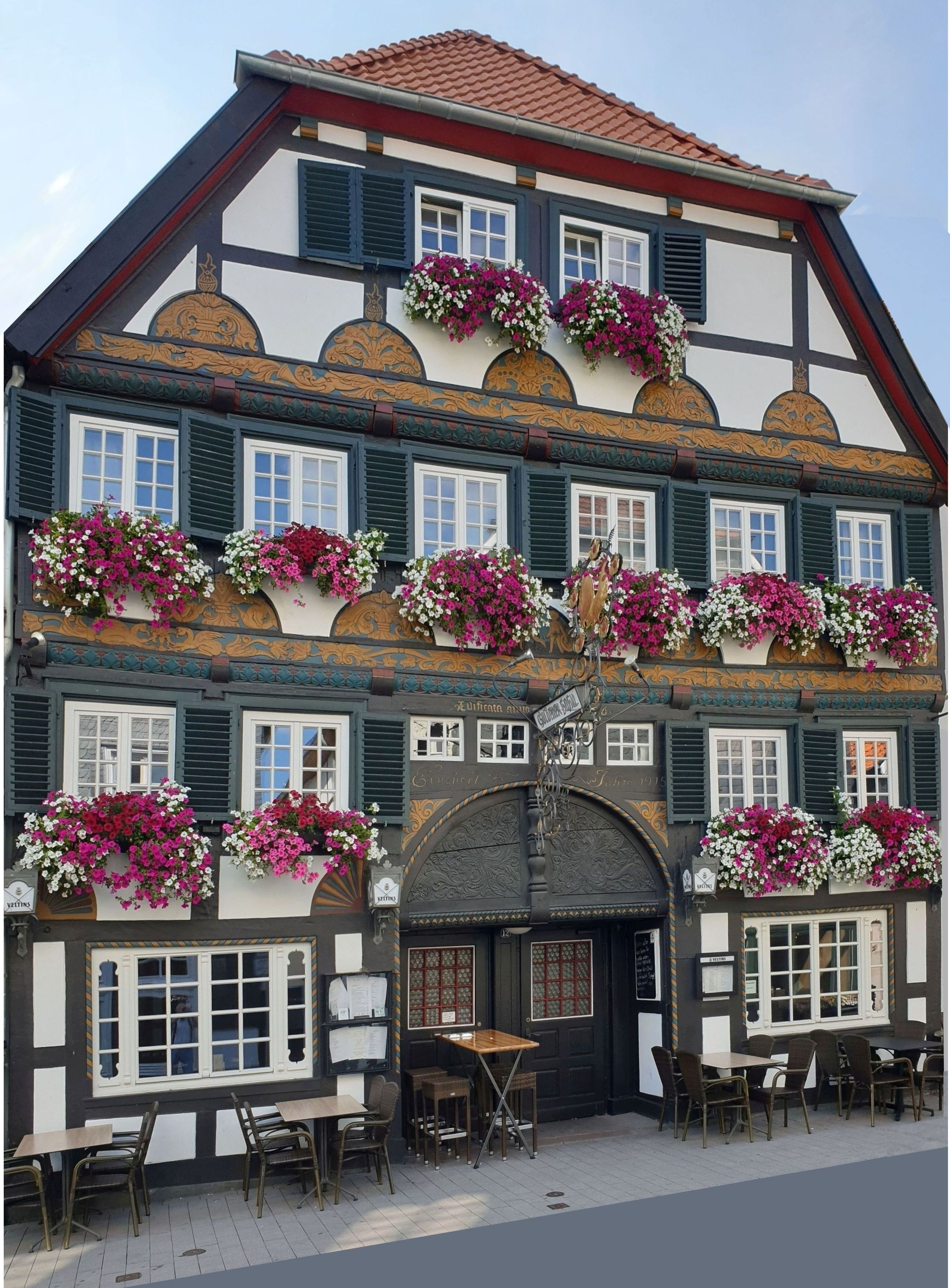
Auberge du Coq d'or (Goldener Hahn)
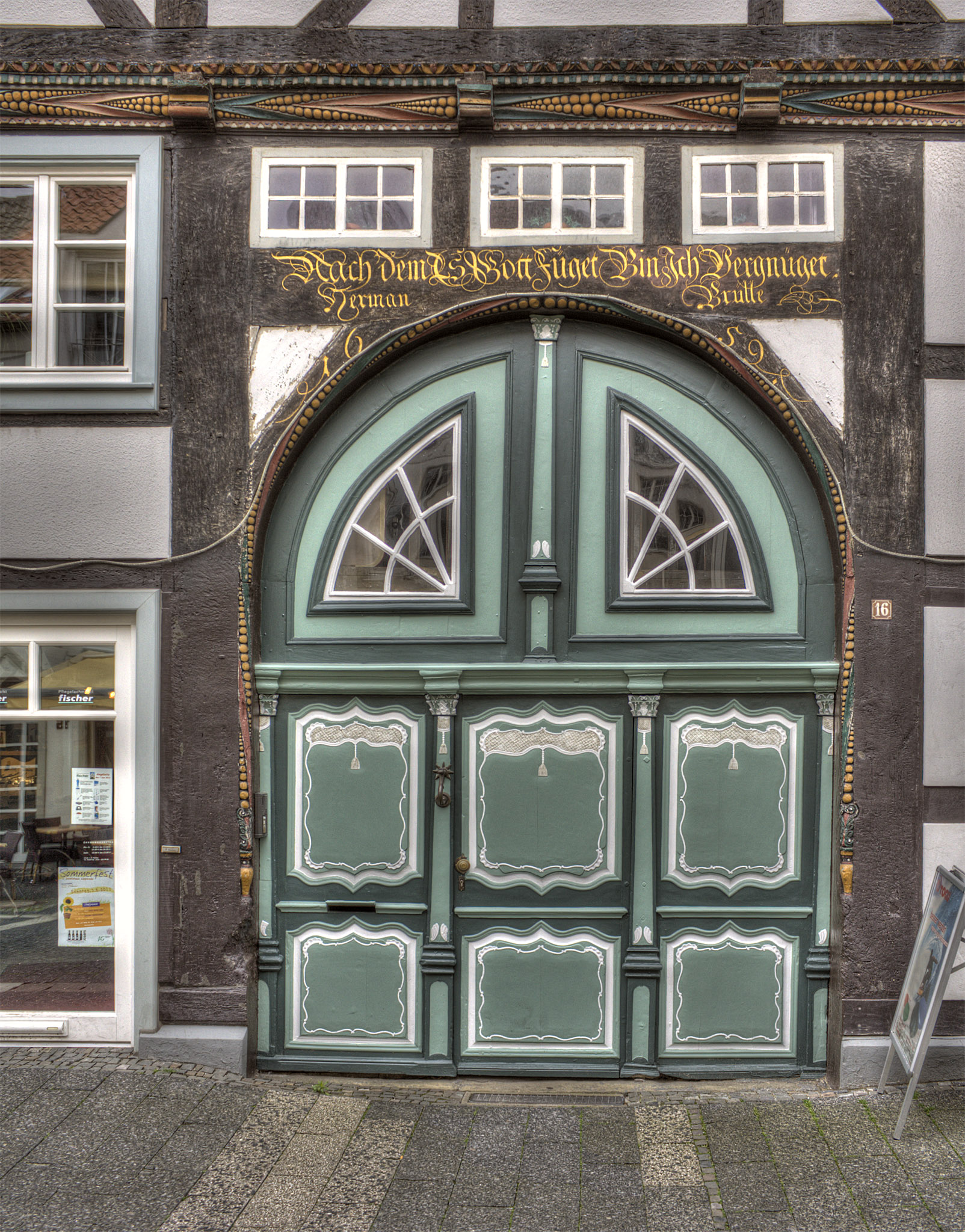
Poststraße 16
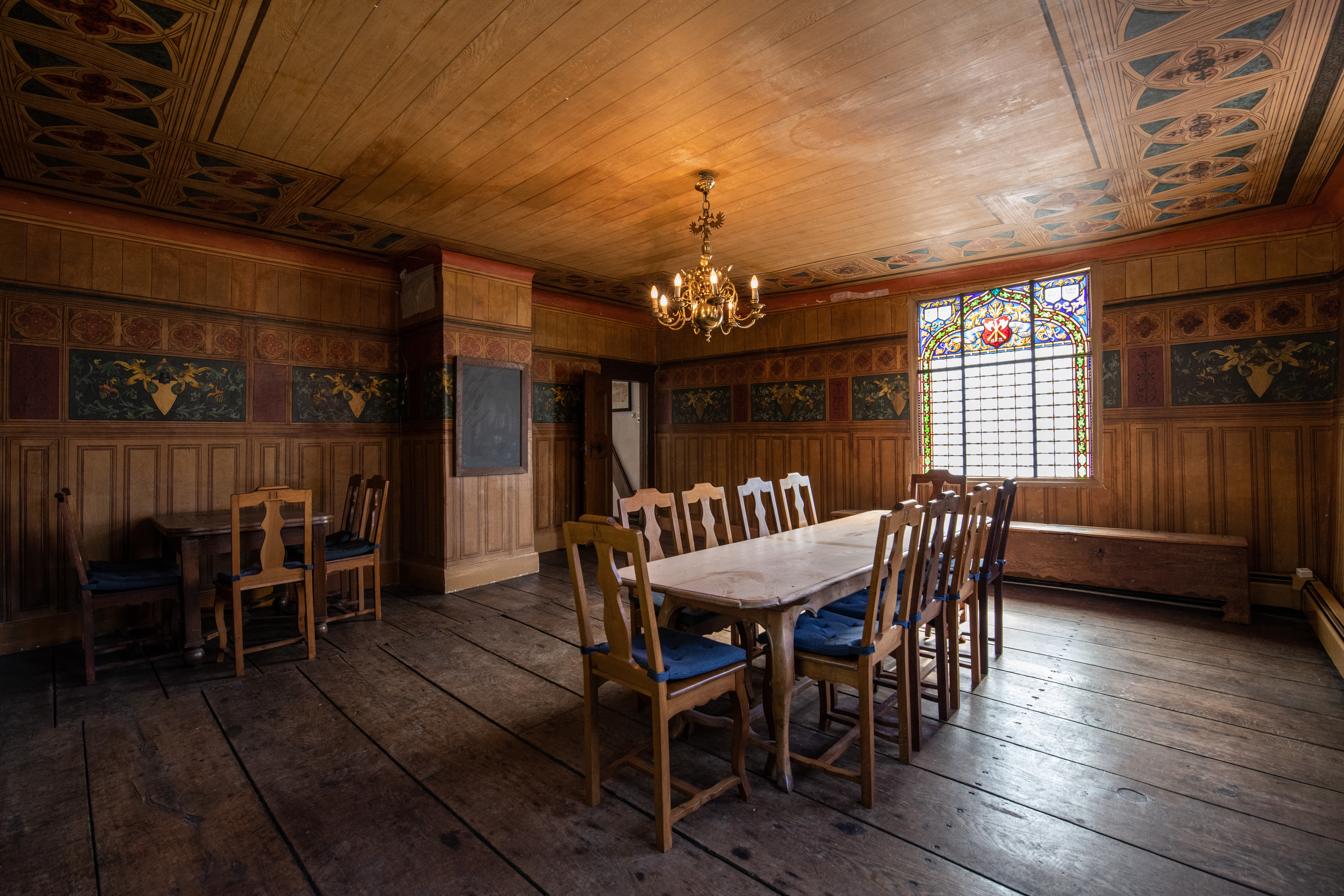
Bureau de l'administration de la Metzgeramtshaus
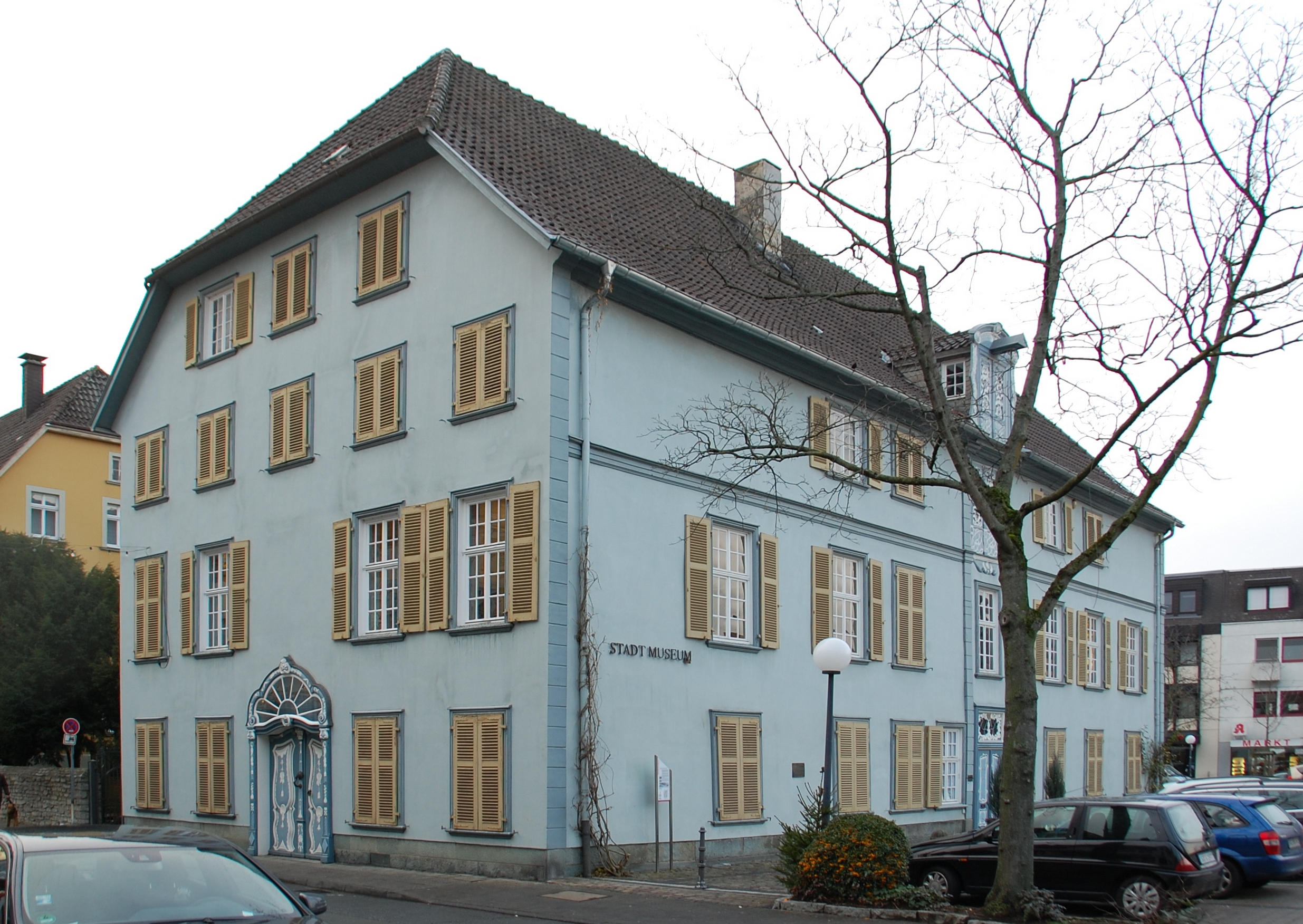
Musée municipal
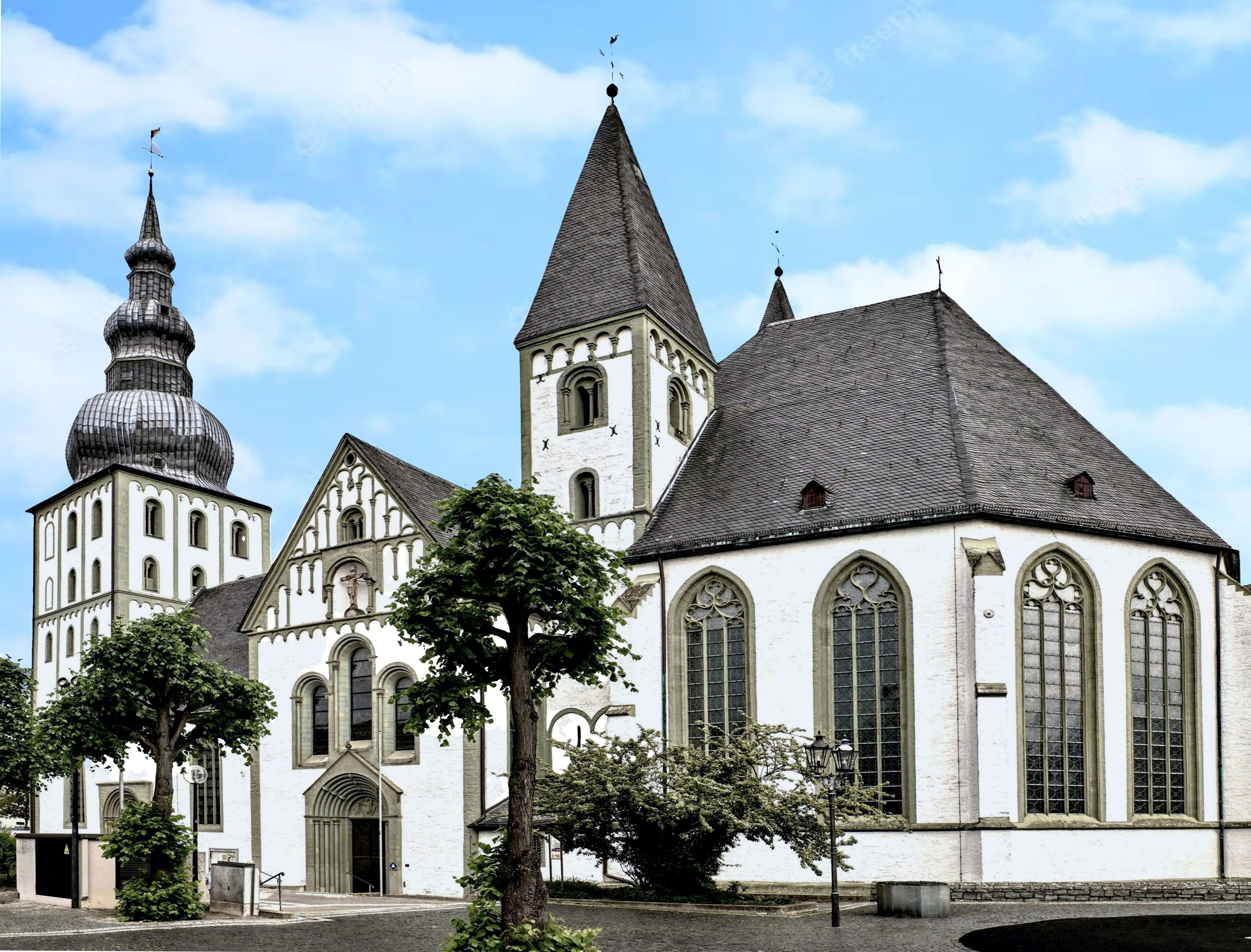
église protestante Marienkirche
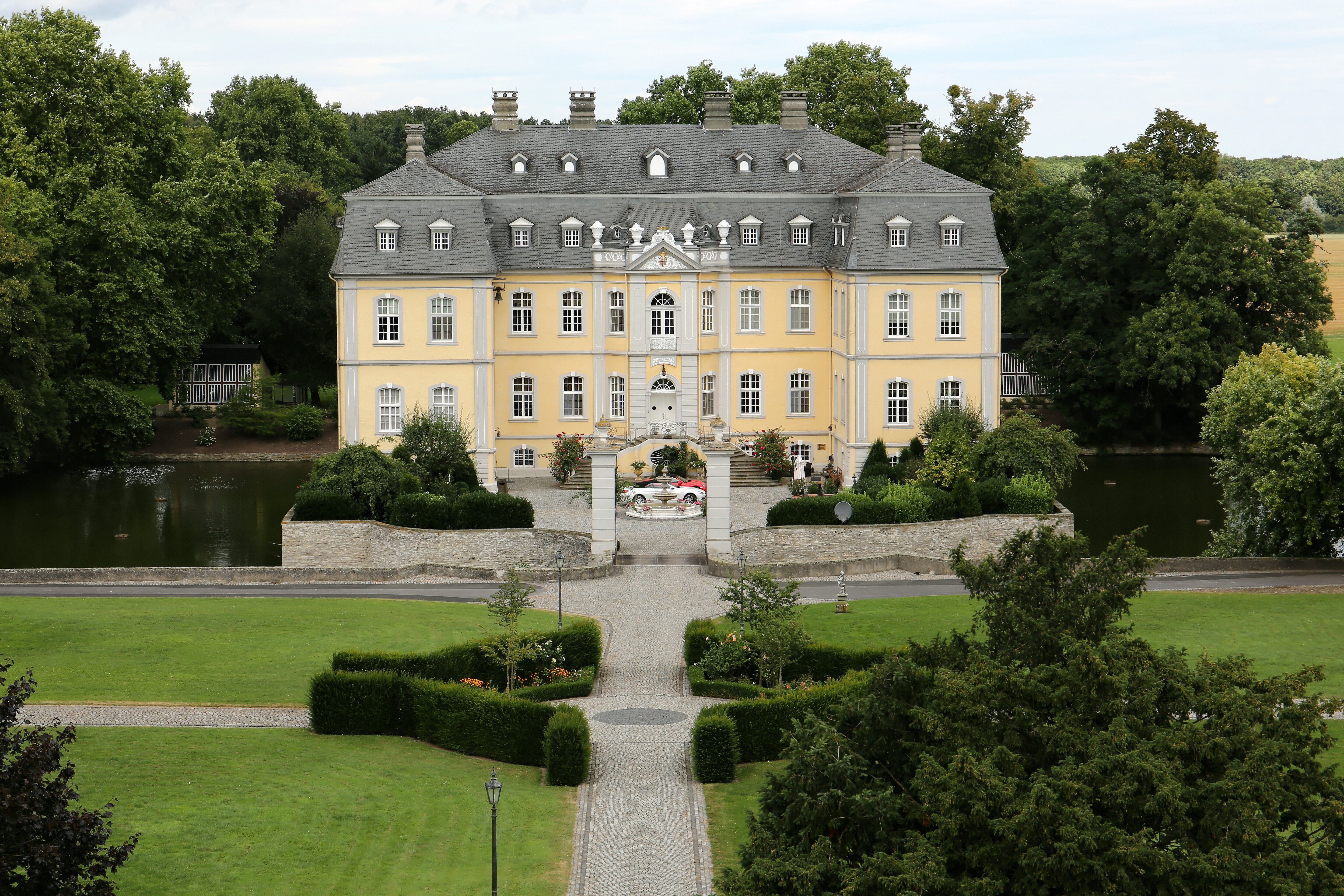
Château de Schwarzenraben (de), 2015

### Voûtes angevines

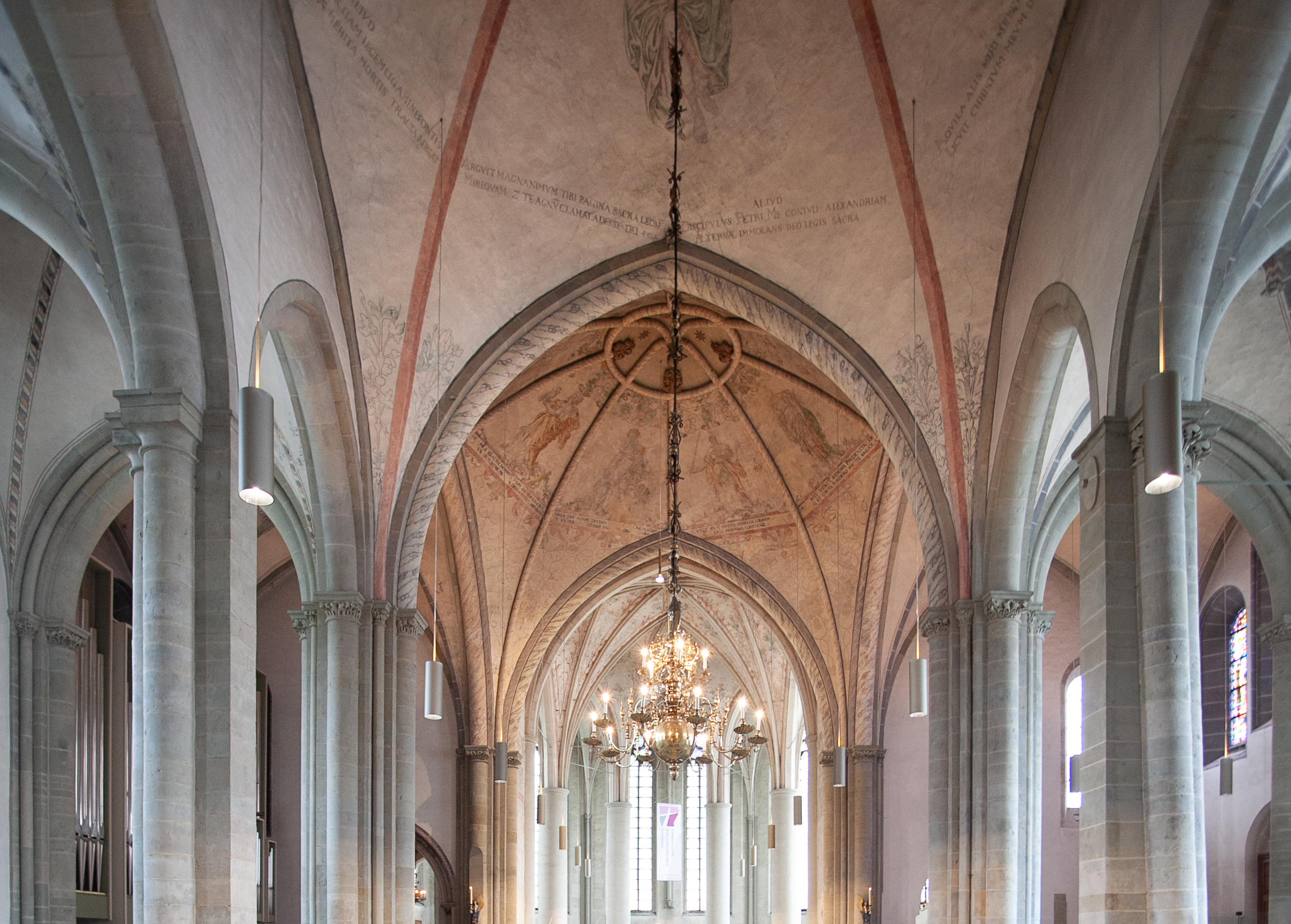
Voûte angevine croisée avec huit nervures et anneau de sommet, nef avec système lié de l'église Sainte-Marie-la-Grande.

Les voûtes angévines sont adaptées en Westphalie, en premier autour de 1200 dans l'abbatiale cistercienne de Marienfeld (de) et dans l'église Sainte-Marie-la-Grande de Lippstadt (de). On suppose, que le seigneur Bernard II de Lippe, un partisan d'Henri le Lion, accompagne le Welf à l'exil « anglais » – en Poitou. En 1184, il vit le chantier de la cathédrale de Poitiers. Retourné en Allemagne, il fut actif comme un des fondateurs de l'abbaye de Marienfeld et son territoire comprenait la ville de Lippstadt. Depuis la Westphalie, ce modèle de voûtes et ses modifications se propagèrent au nord d'Allemagne et au nord des Pays-Bas.

## Personnalités liées à la commune
- David Gans (1541–1613), mathématicien, historien, astronome et astrologue juif ;
- Anton Praetorius, pasteur allemand né en 1560 à Lippstadt.
- Dietrich Nikolaus Winkel (né en 1777 ; décédé le 28 septembre 1826 à Amsterdam), inventeur du métronome et du componium ;
- Otto Steinbrinck (1888–1949), industriel et commandant de sous-marin pendant la Première Guerre mondiale ;
- Martin Niemöller (1892–1984), théologien ;
- Conrad Hansen (1906–2002), pianiste classique ;
- Ferdinand Fabra (1906-2007), entraîneur de football, professeur au lycée Ostendorf de 1954 à 1978 ;
- Margot Cecile Heuman (1928-2022), survivante de l'Holocauste américaine d'origine allemande, y a vécu ;
- Hermann Müller (1829-1883), botaniste, professeur à l'école secondaire Ostendorf ;
- Ulrike Deppe (de) (née le 9 décembre 1953 à Lippstadt) est une ancienne canoéiste. Elle a été championne du monde de slalom en 1981 ;
- Karl-Heinz Rummenigge, footballeur allemand né le 25 septembre 1955 à Lippstadt ;
- Michael Rummenigge, footballeur allemand né le 3 février 1964 à Lippstadt ;
- Udo Ulfkotte (né le 20 janvier 1960 et mort le 13 janvier 2017), journaliste et publiciste ;
- Jens Langeneke (né le 29 mars 1977), joueur de football ;
- Jasmin Schornberg (née le 7 avril 1986), canoéiste ;
- Henning Matriciani (né le 14 mars 2000), joueur de football ;
- Roberto Massimo (né en 2000), footballeur germano-italien.

## Galerie

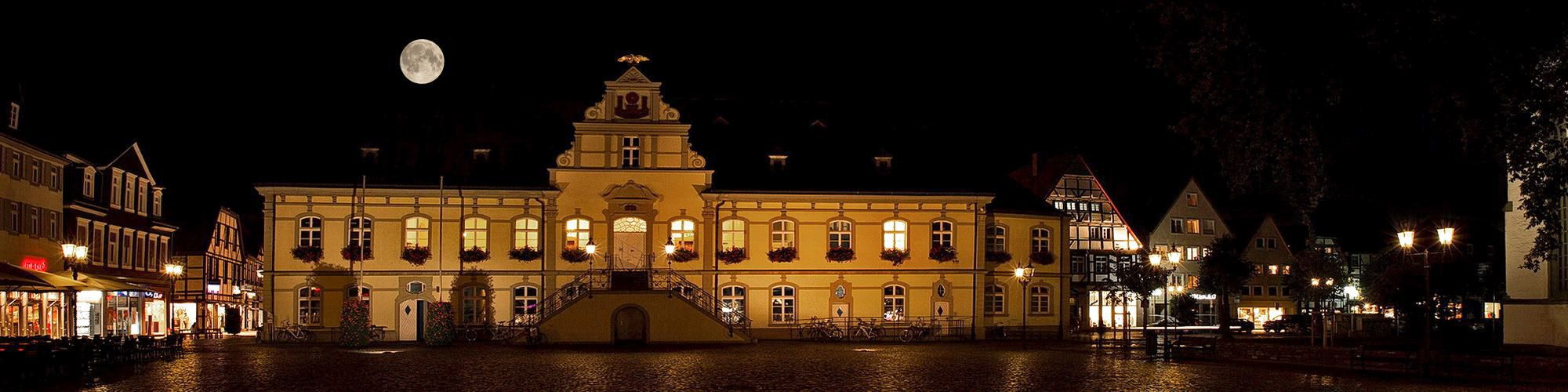
Hôtel de ville en septembre 2015, de nuit ; à gauche Lange Straße, à droite Rathausstraße
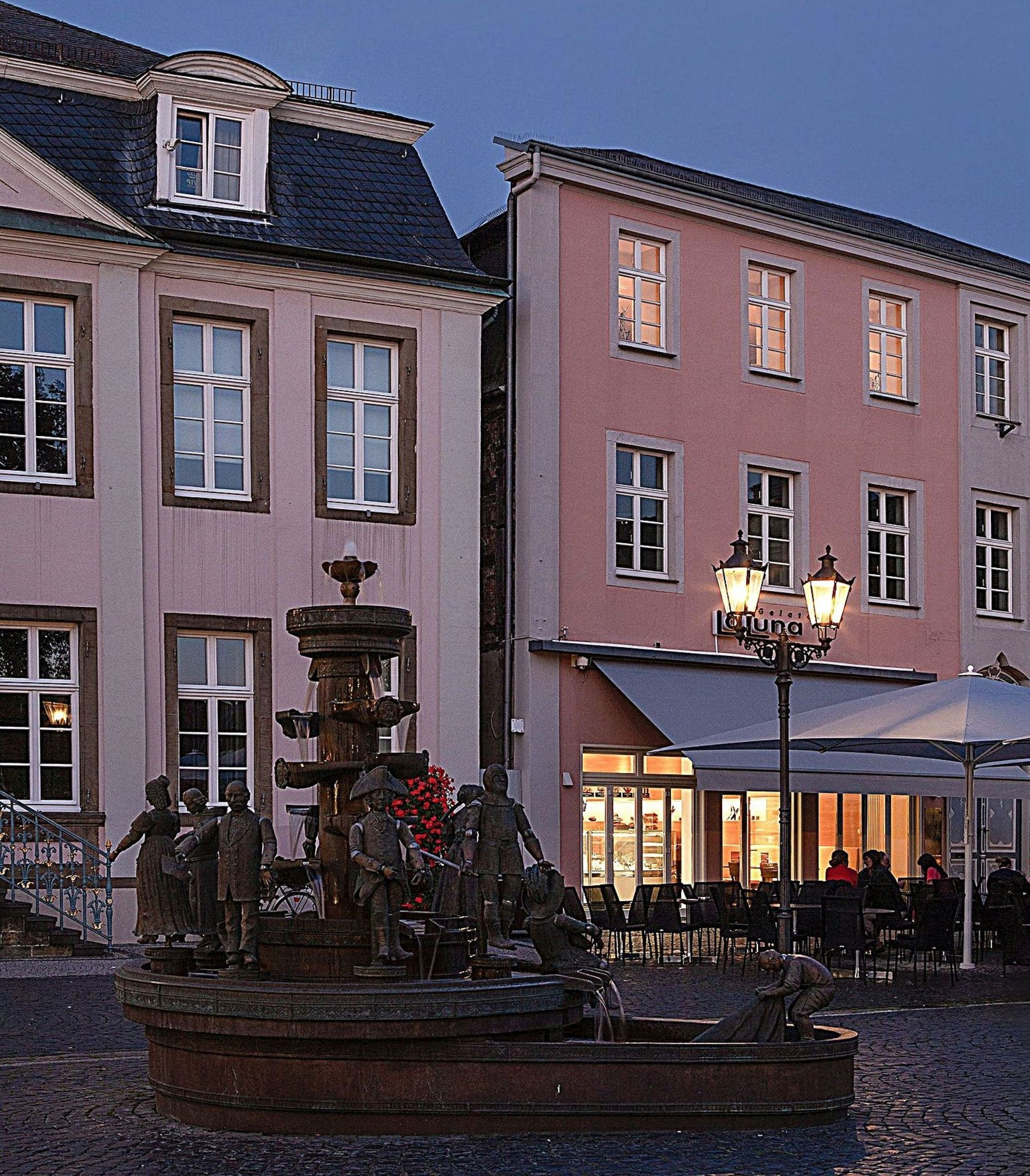
Fontaines citoyennes (Bürgerbrunnen)
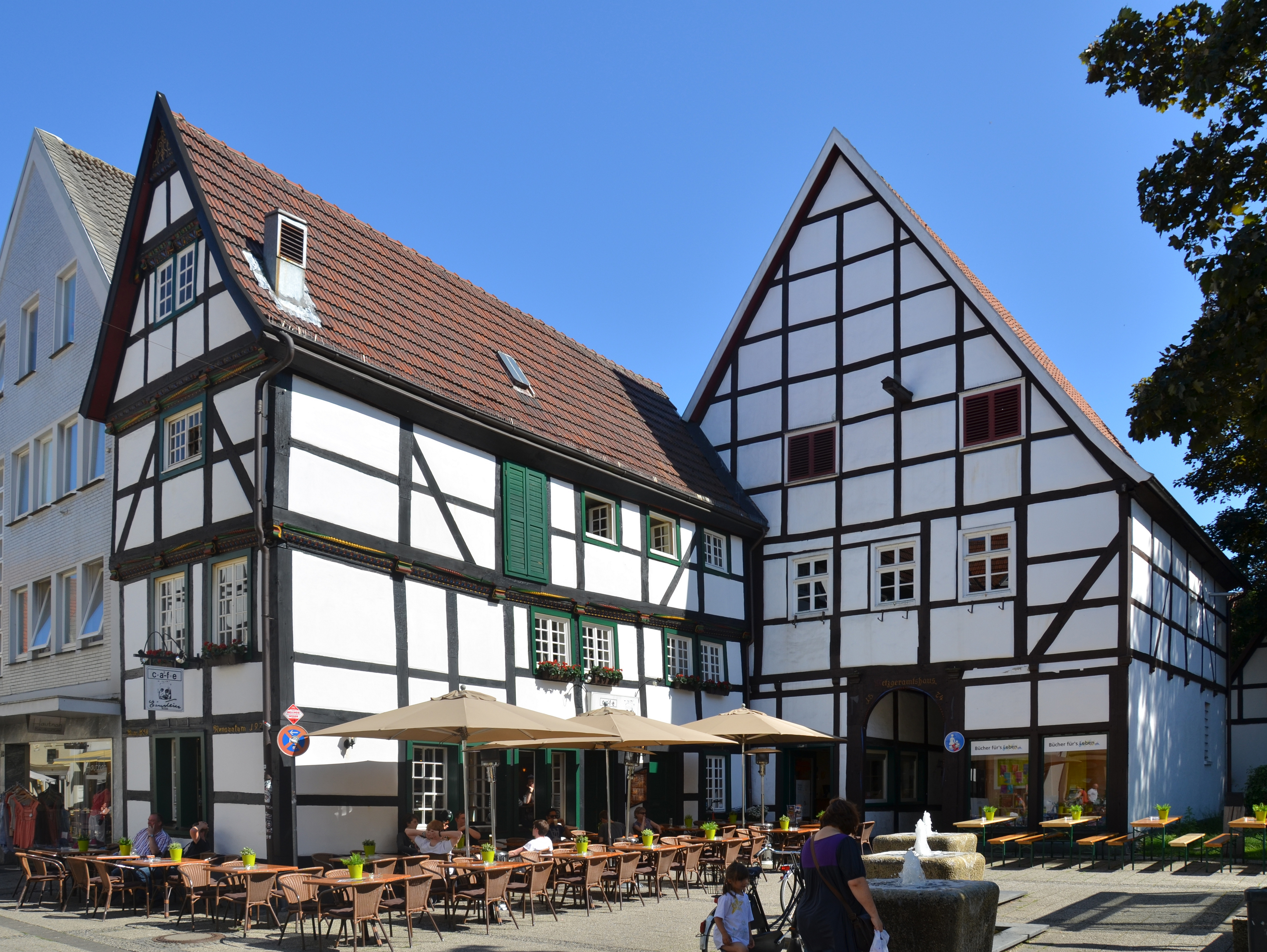
Poststraße/Dunkle Halle, Cafe Einstein
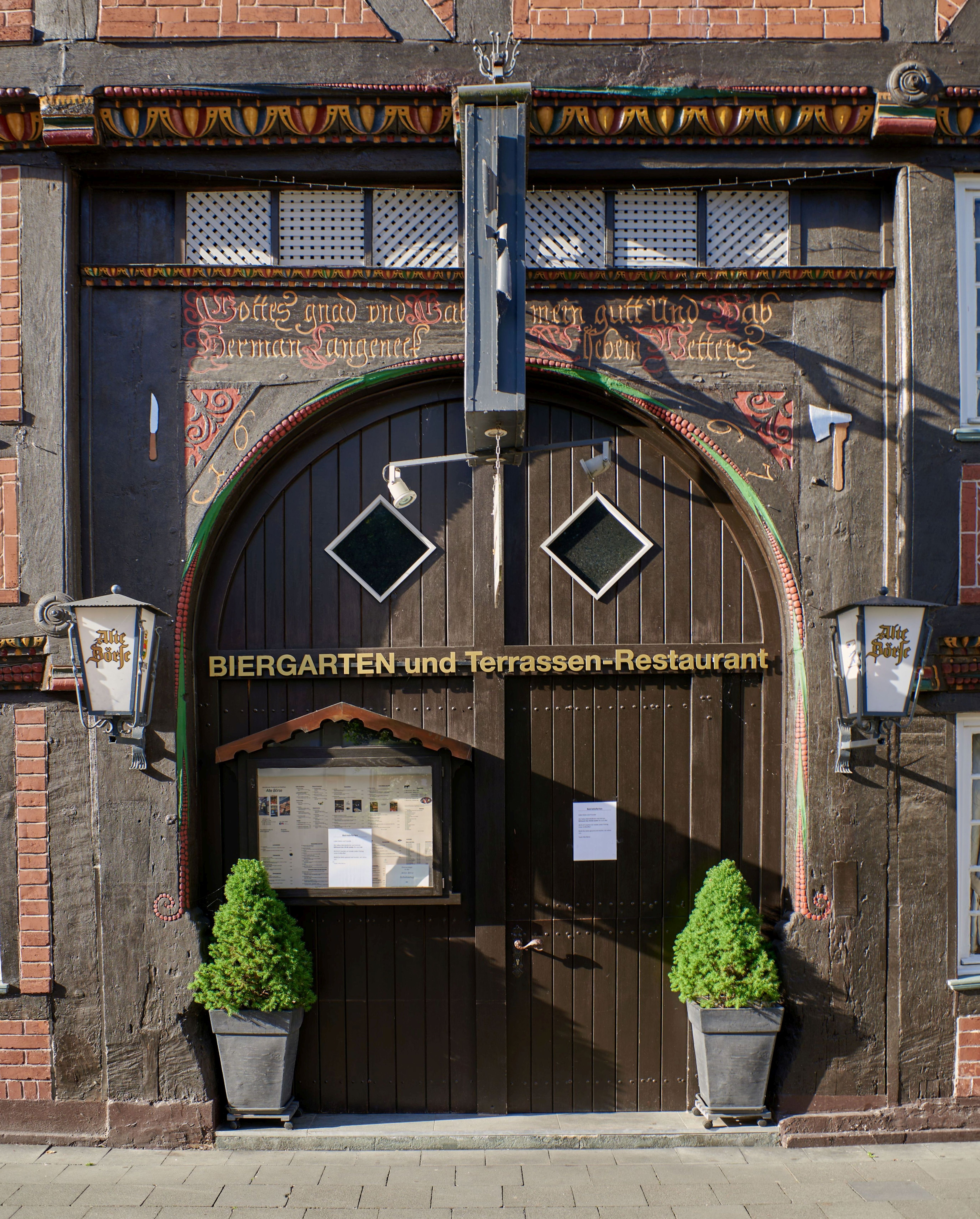
Fleischhauerstraße 16
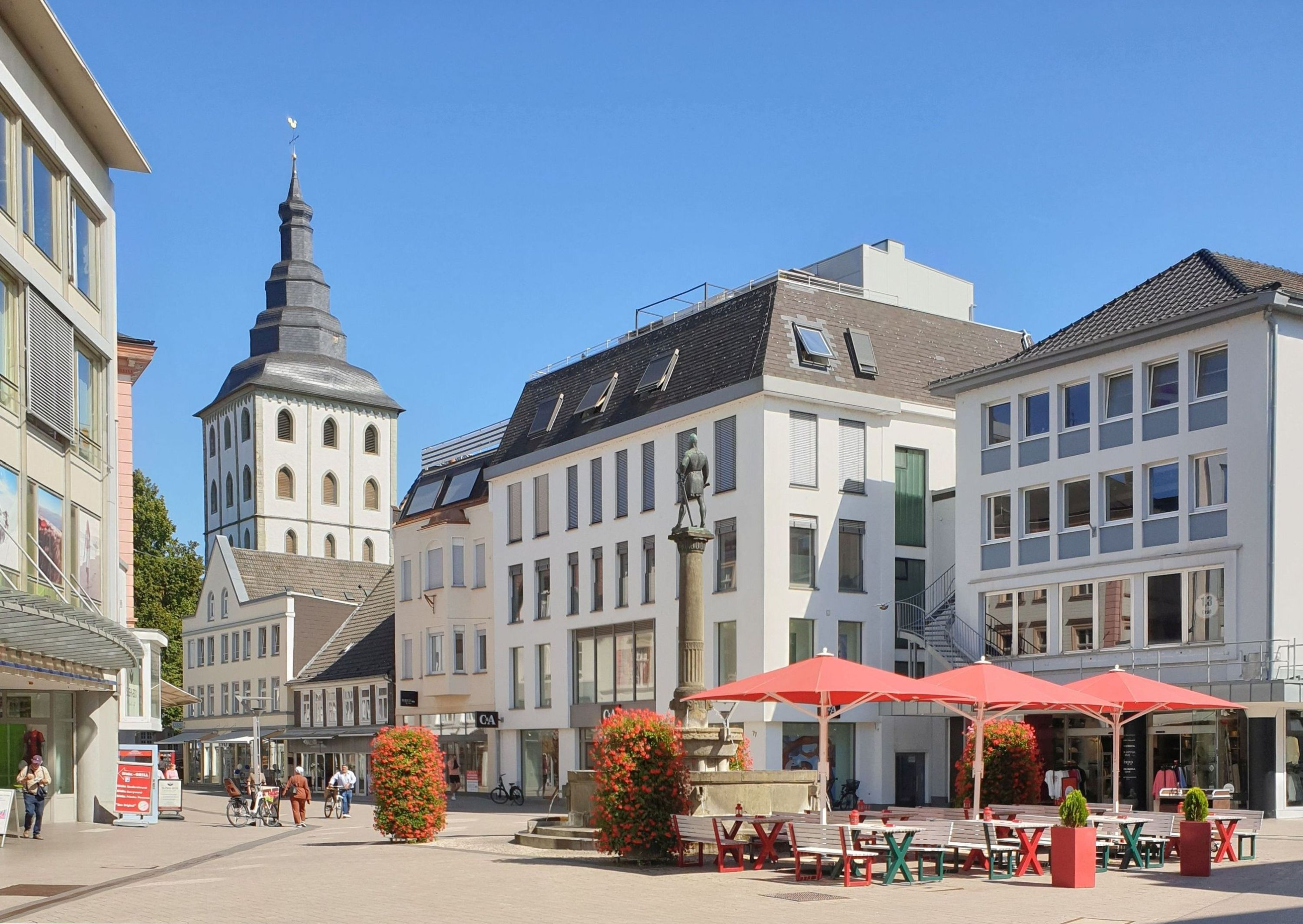
Lange Straße - Fontaine Bernard - Église Saint-Jacques (de).
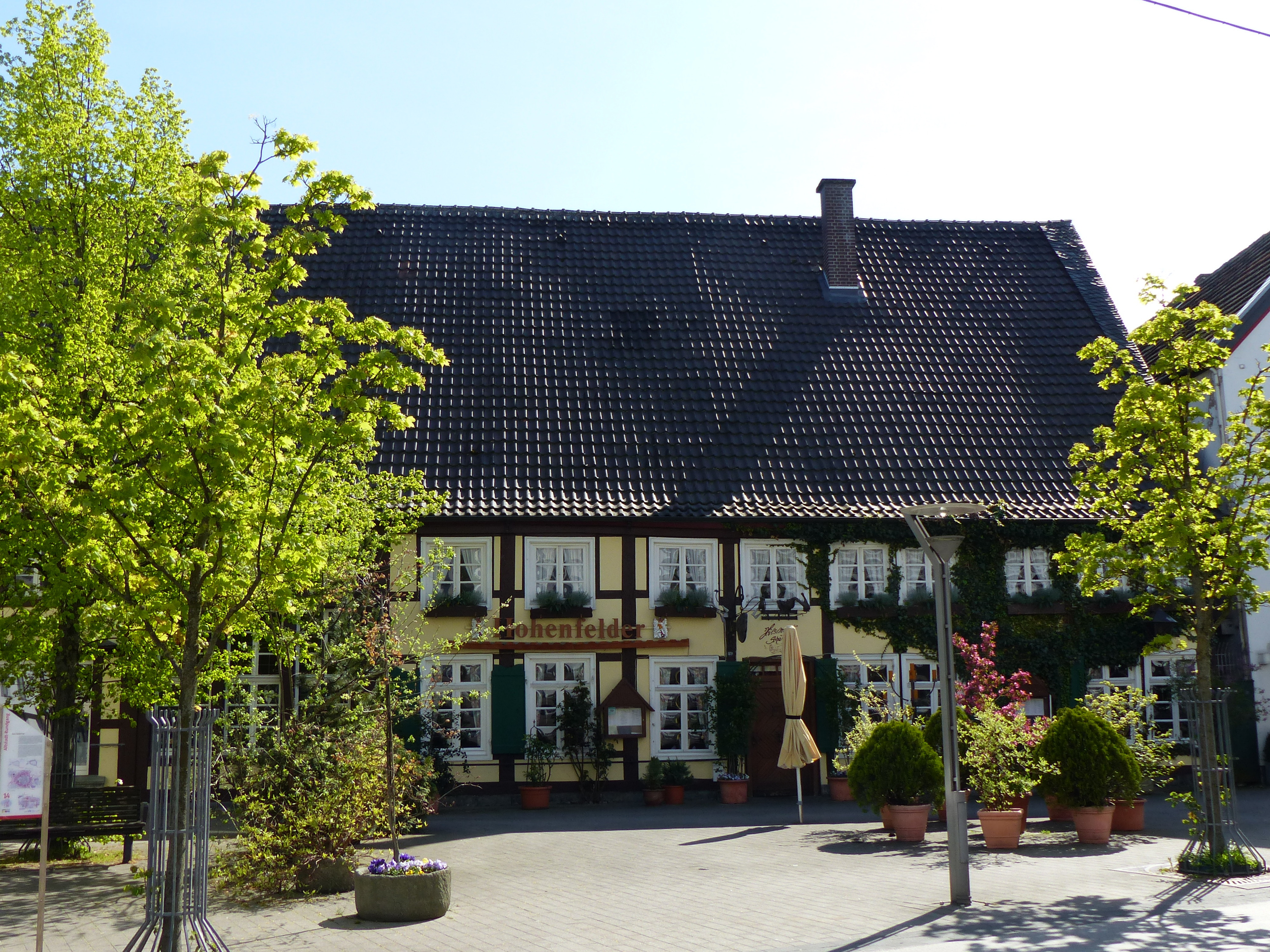
Restaurant Hülsemanns Schänke à la Fontaine Bernard
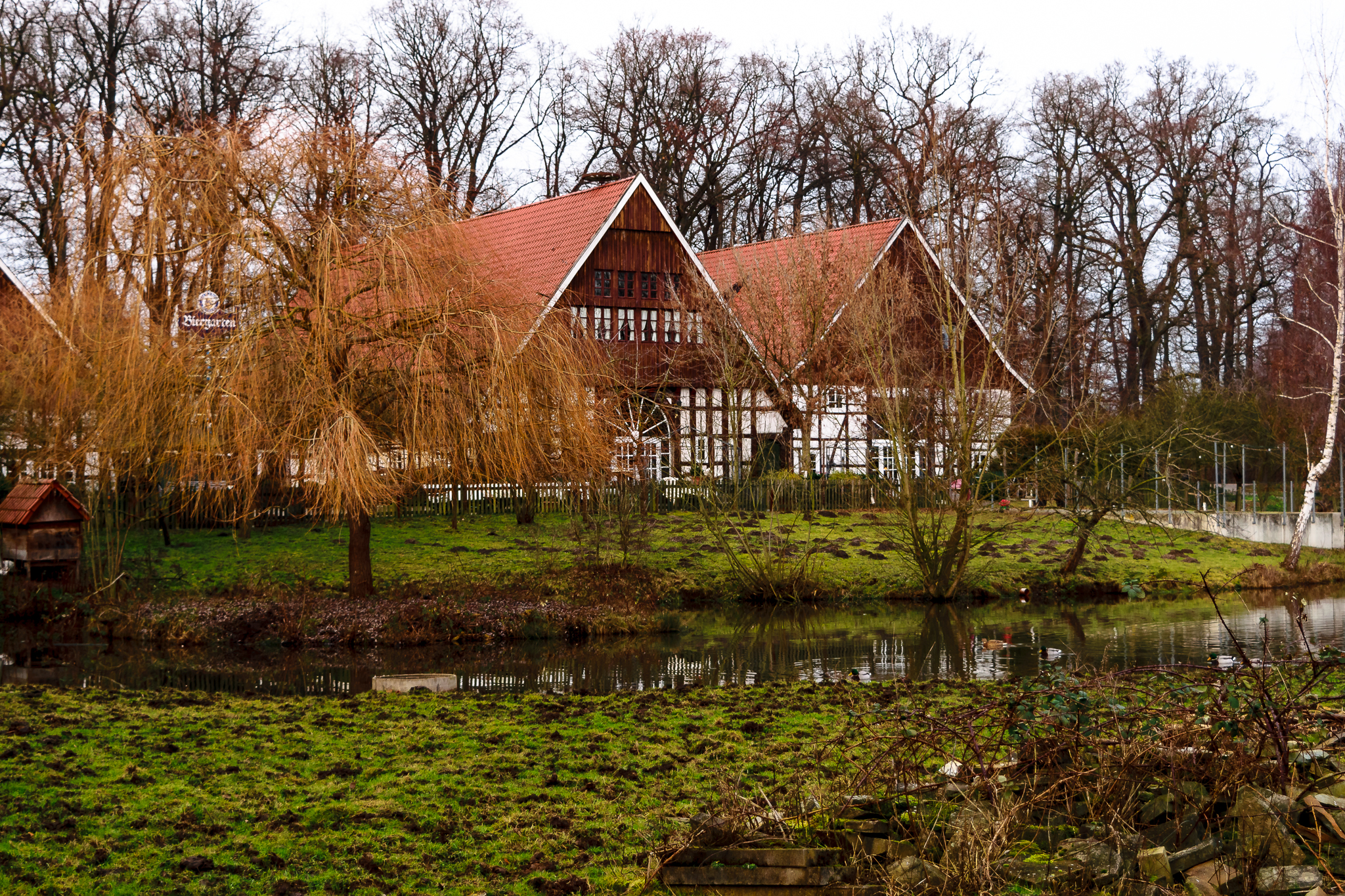
Restaurant Hülshoff au cimetière
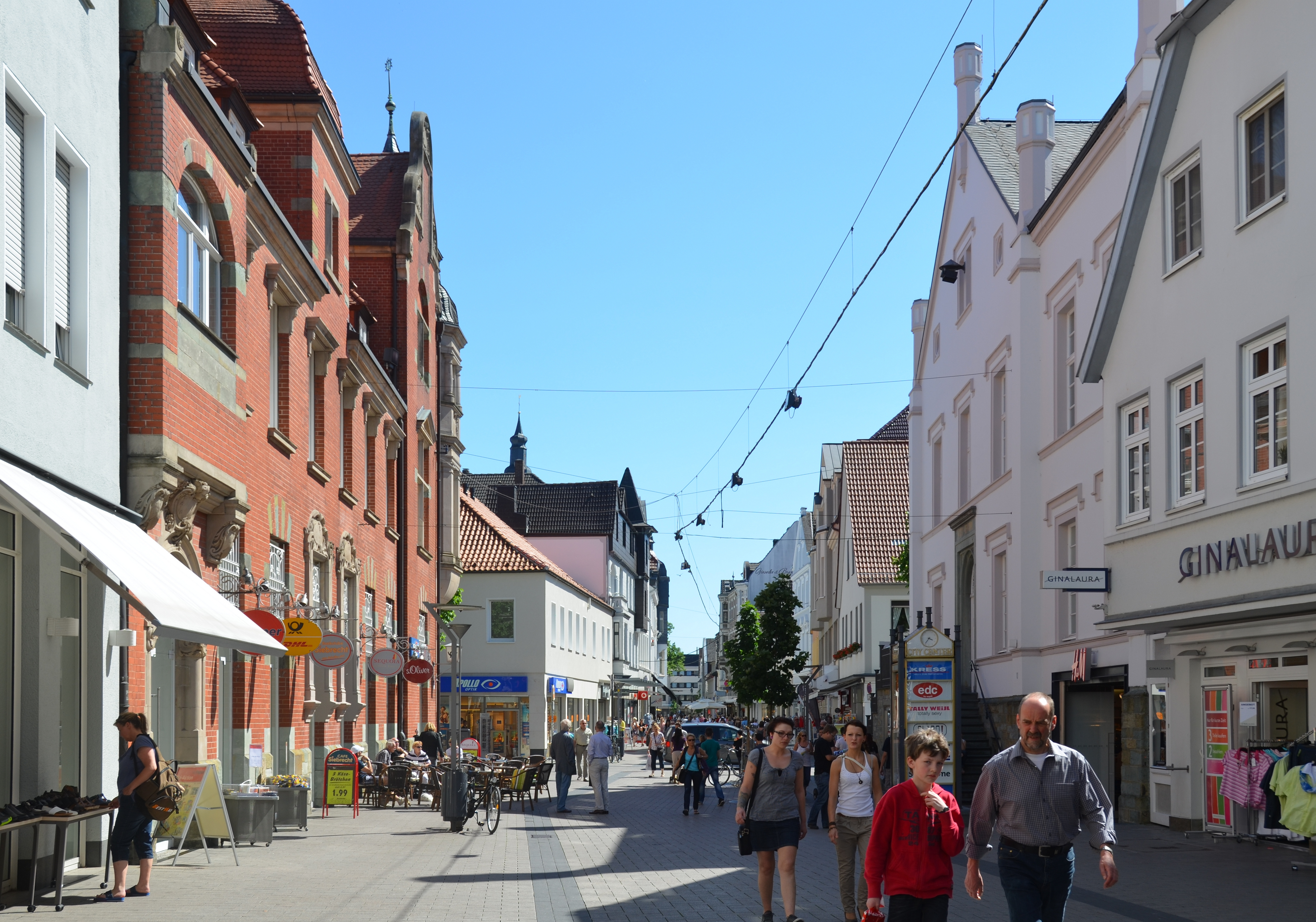
Lange Straße avec l'ancien bureau de poste.
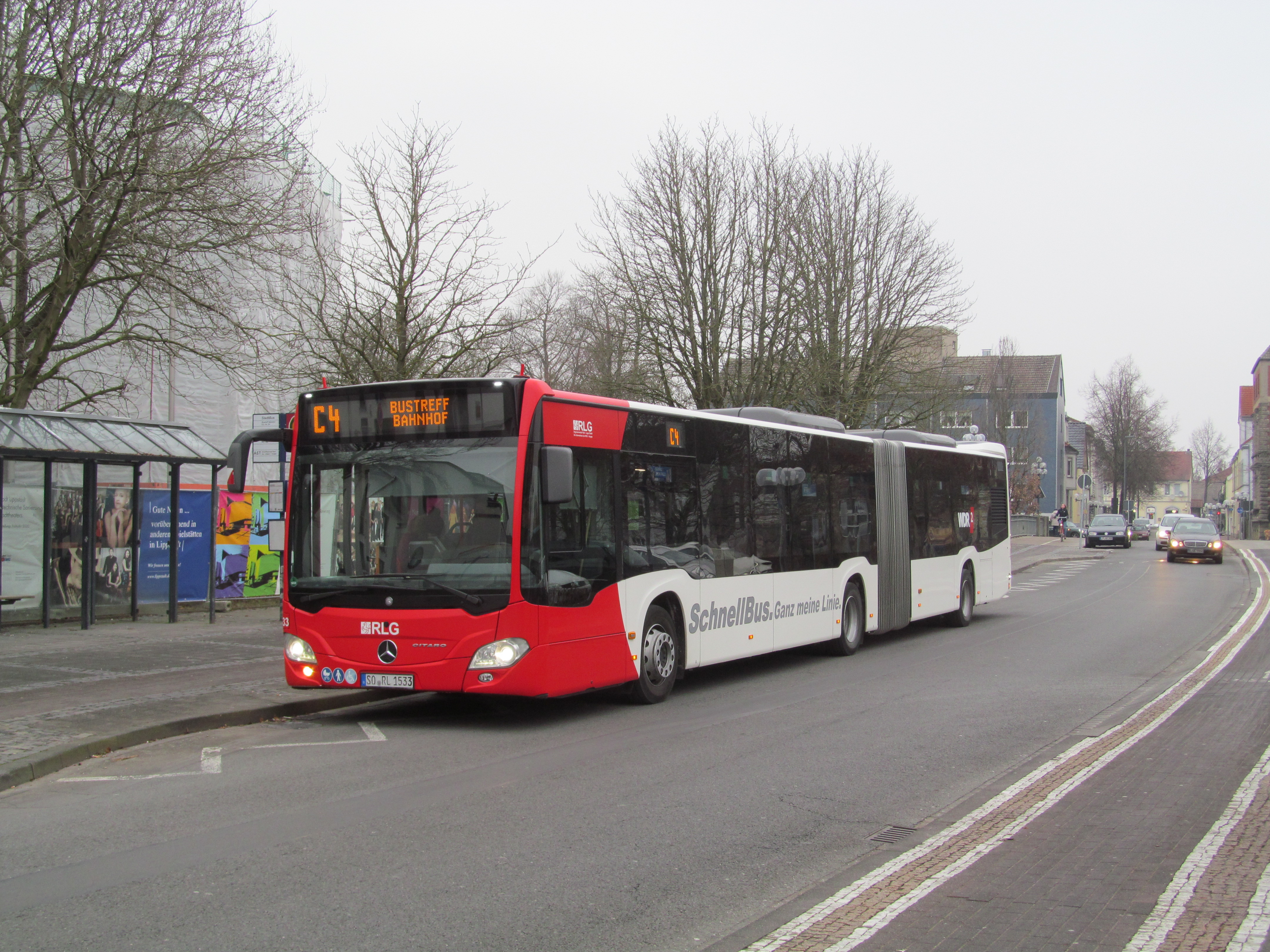
Arrêt de bus Théâtre municipal
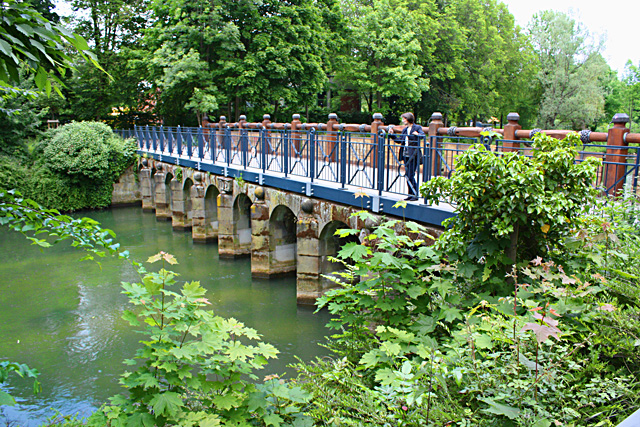
Écluse de la Lippe à l'Angle vert (Grüner Winkel)
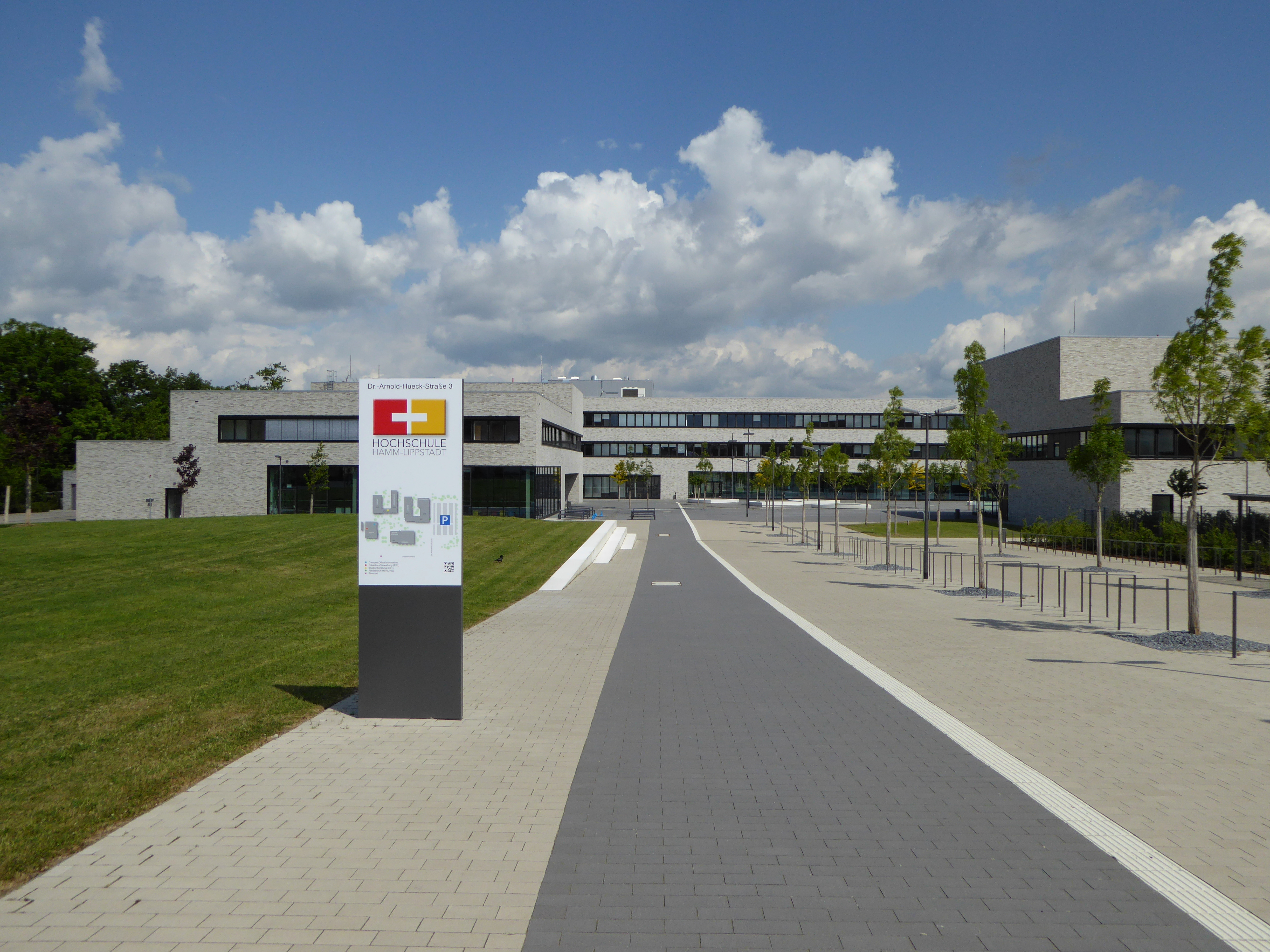
Campus de l'université d'Hamm-Lippstadt (de).
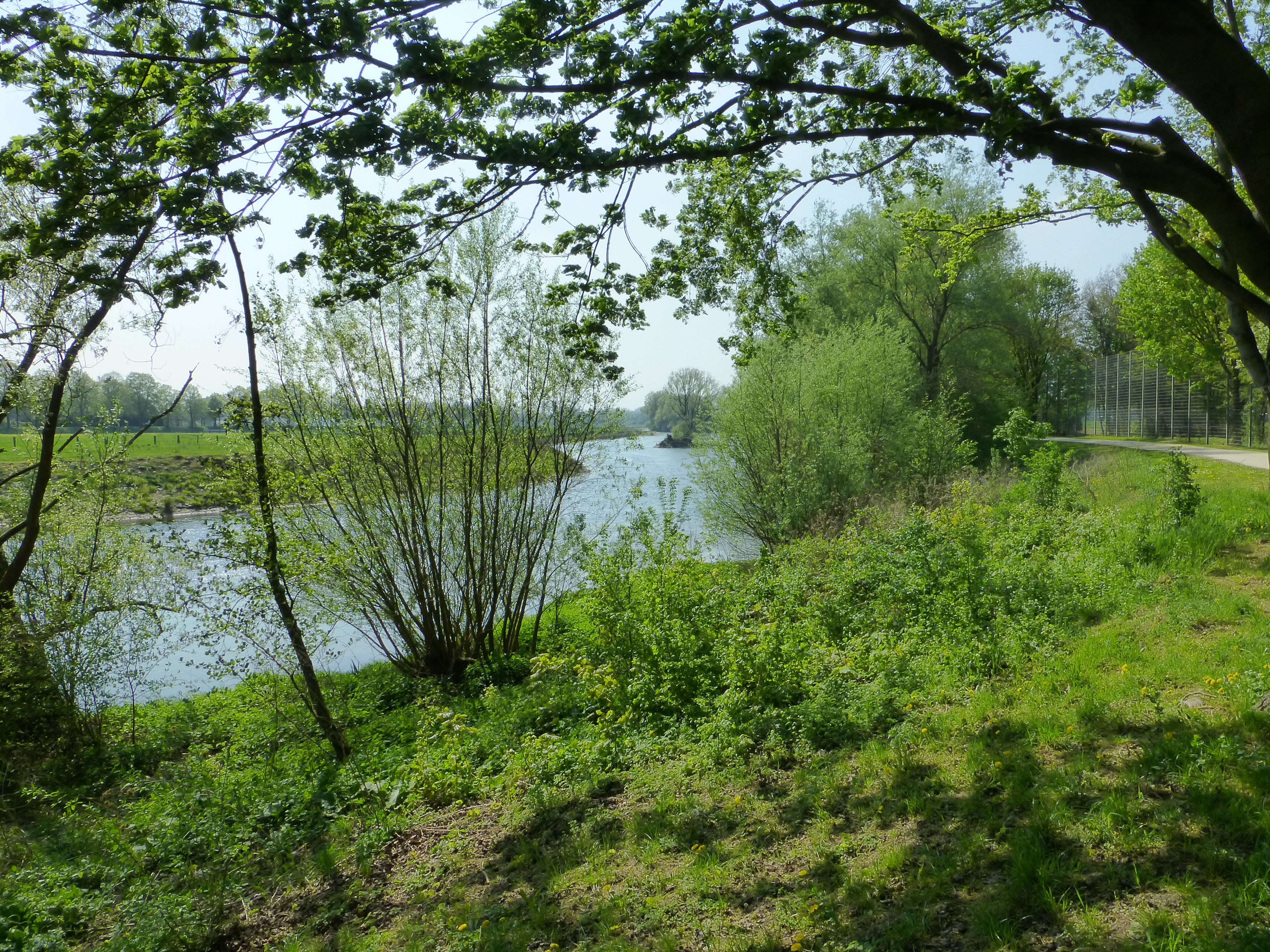
Nature à Lippe.
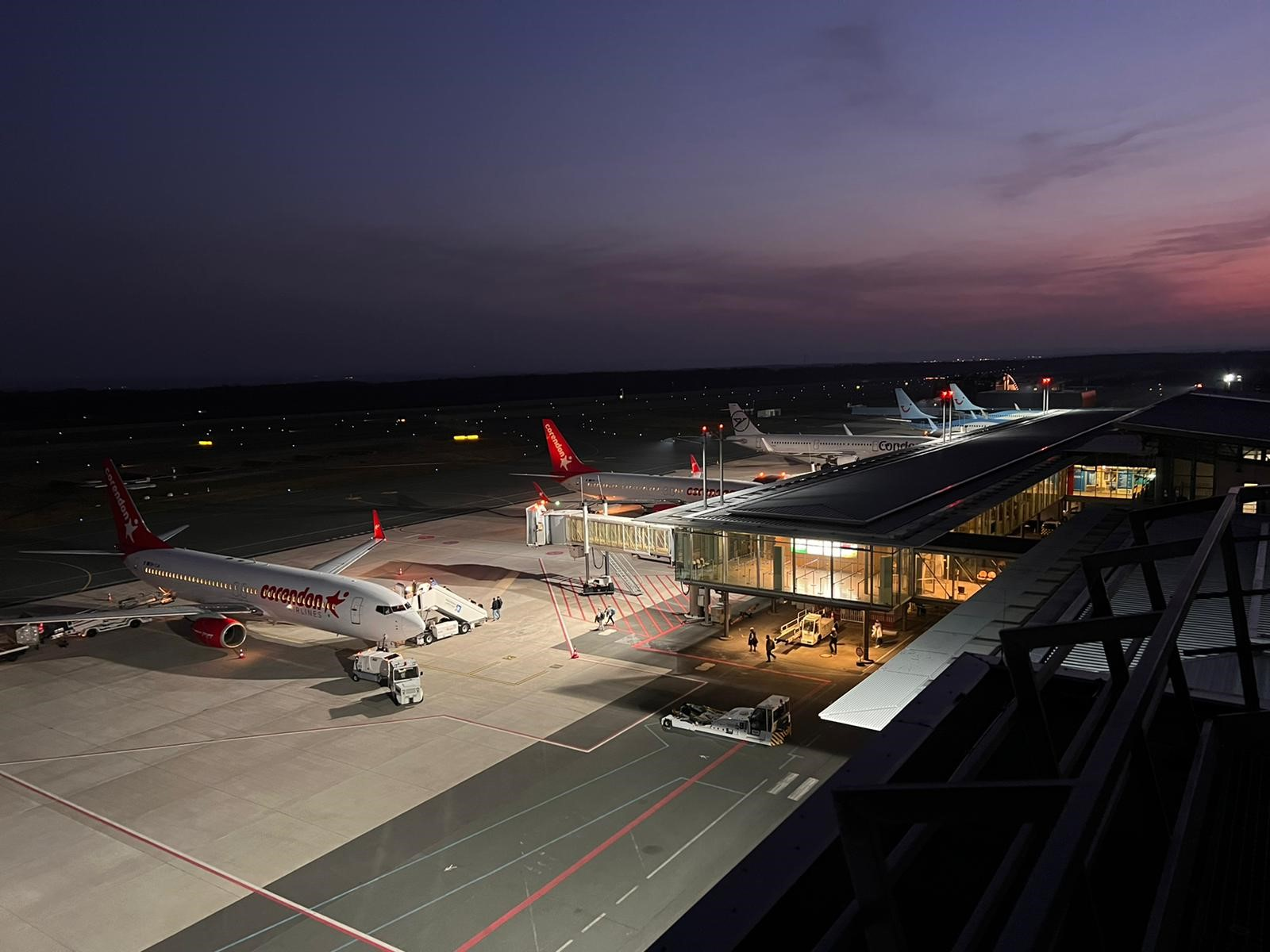
Aéroport de Paderborn-Lippstadt.

## Littérature
- (de) Ulrich Becker: Leben und Leiden der jüdischen Minderheit in Lippstadt (Vie et souffrance de la minorité juive à Lippstadt). Lippstadt 1991,  (ISBN 3-9802209-5-8).
- (de) Wilfried Ehbrecht (de): Lippstadt. Beiträge zur Stadtgeschichte. (La ville de Lippstadt. Contributions à l'histoire de la ville). Lippstadt 1985
- (de) Gunter Hagemann: Die Festung Lippstadt – Ihre Baugeschichte und ihr Einfluß auf die Stadtentwicklung. (La forteresse de Lippstadt - Son histoire architecturale et son influence sur le développement de la ville.) In: Denkmalpflege und Forschung in Westfalen. Band 8. Dr. Rudolf Habelt Verlag, Bonn 1985.
- (de) Paul Leidinger (de): Die Stadtgründung Lippstadts 1184 und die Anfänge der Städtepolitik in Westfalen. (La fondation de la ville de Lippstadt en 1184 et les débuts de la politique urbaine en Westphalie)  Bonifatius Verlag, Paderborn 1996.
- (de) Heinrich Scholand: Lippstadt einst und jetzt. (Lippstadt hier et aujourd'hui) Lippstadt 1985.